# Jean XXII
Pour les articles homonymes, voir Duèze.
Ne doit pas être confondu avec Jacques Duez.
Jacques Duèze (ou Duèse), né en 1244 à Cahors et mort le 4 décembre 1334 à Avignon, issu d'une famille de la bourgeoisie aisée de Cahors, devient le 196e pape de l’Église catholique en 1316 sous le nom de Jean XXII.
Âgé de 72 ans lors de son élection, il inaugure véritablement la série des papes d’Avignon, après Clément V (pape de 1305 à 1314), qui ne s'était pas durablement installé dans la ville en 1309 et qui est mort à Roquemaure (de l’autre côté du Rhône, près d’Avignon).
Élu par des cardinaux pressés de trouver un compromis temporaire et qui espéraient le voir mourir rapidement, Jean XXII meurt après dix-huit ans de règne, à l’âge de 90 ans environ.

## Naissance et premières charges

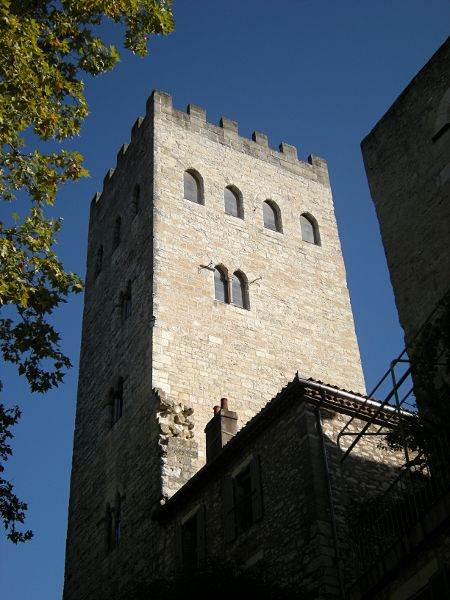
Tour dite « Jean XXII » du palais Duèze à Cahors.

Arnaud Duèze, le progéniteur de la famille Duèze, et son épouse Hélène de Béraldi (de Bérail, de Béral), appartiennent à des familles de la bourgeoisie aisée de Cahors, ville active dans le domaine du commerce et de la banque au Moyen Âge.
- Arnaud Duèze (Cahors en 1220 julien, Cahors après 1271, bourgeois de Cahors) x Hélène de Béraldi[1]
  - Jacques, pape de 1316 à 1334 sous le nom de Jean XXII[1]
  - Marie Duèze x Pierre I de Via. Ils eurent trois enfants, dont[1] :
    - Jacques de Via, cardinal
    - Arnaud de Via, cardinal
    - Pierre II de Via, seigneur de Villemur et de Calvinet

  - Huguette/Marguerite x Guillaume de Creysse
    - descendance[1]

  - Marguerite x Bernard de Jean[1]
    - Gaucelme de Jean (Cahors, Avignon 1348), cardinal[1]

  - Pierre Duèze (Avignon, 1326), consul de Cahors, x Catherine de Grandis (Grand)[2],[3] → descendance jusqu'à nos jours

Jacques Duèze fait ses études chez les dominicains à Cahors puis son droit à Montpellier et à la faculté de théologie catholique de Paris. Il enseigne à Toulouse. Il est nommé archiprêtre à Cahors, chanoine de la cathédrale Saint-Front de Périgueux, archiprêtre de Sarlat et doyen du Puy. Il est le clerc du roi de Naples Charles II d'Anjou et fait partie de l’entourage de son fils Louis à Toulouse. Évêque de Fréjus en 1300, il est appelé par Charles II d'Anjou comme chancelier de Provence en 1308. Il est nommé évêque d’Avignon le 18 mars 1310 puis cardinal-évêque de Porto et Santa Rufina en 1313.

## Début du pontificat
Après la mort de Clément V, le Sacré Collège s'installe à Carpentras, le 1er mai 1314, pour élire un nouveau pape. Or, trois partis étaient en compétition : les Gascons au nombre de dix, les Italiens au nombre de sept, adversaires acharnés des Gascons, avec Napoléon Orsini, Niccolò Alberti d'Ostie et Velletri, des cardinaux français d’origines diverses : trois Languedociens, un Quercinois et deux Normands complétaient le Sacré Collège. Les luttes de tendances entre Italiens, Gascons et Français furent telles que deux longs mois passèrent sans qu’ils parviennent à un accord pour trouver un successeur à Clément V.

### Une élection difficile
Le 24 juillet 1314, le conclave est attaqué. Les responsables de ce coup de force sont Bertrand de Got, seigneur de Monteux, et Raymond Guilhem de Budos, recteur du Comtat Venaissin, neveux de Clément V. Ils pillent la ville, incendient nombre de demeures et surtout emportent avec eux le trésor de guerre de leur oncle, un million de florins destinés à la croisade. Affolés, les cardinaux s’enfuient.
Deux ans plus tard, la chrétienté est toujours sans pape. Sur l’initiative de Philippe de France, comte de Poitiers, frère du roi Louis X le Hutin, un nouveau conclave est réuni à Lyon. Il commence ses travaux, au début du mois de mars 1316, avec un certain mauvais vouloir. Les cardinaux, entre deux sessions, apprennent que le roi Louis X est mort le 5 juin.
Le comte de Poitiers, régent pour l'enfant à naître de la reine Clémence de Hongrie, veut accélérer l'élection pour rentrer à Paris. Le 28 juin, prenant prétexte de la célébration d’un service funèbre en l’honneur du roi défunt, il assemble le Collège des cardinaux dans l’église des Dominicains. Elle est aussitôt cernée par les troupes de Jean Ier de Forez et, lors de l’office, le régent en fait murer toutes les ouvertures et menace de retirer le toit. Les cardinaux sont condamnés à trouver un pape.
Cependant, il faut attendre jusqu’au 7 août 1316 pour que Napoléon Orsini s’entende avec ses collègues Francesco Caetani et Arnaud de Pellegrue. Les trois cardinaux proposent d’élire le candidat pour lequel s’étaient déjà prononcés Philippe de Poitiers et Robert d’Anjou, nouveau comte de Provence et roi de Naples. C’était Jacques Duèze, originaire de Cahors, ancien évêque d’Avignon et cardinal de Porto, en qui ses confrères ne voyaient qu’un vieillard cacochyme.
Le pape était âgé de 72 ans. Il n’est pas impossible que son âge avancé fût pris en considération par les cardinaux qui pensaient élire ainsi un pape de transition ; d'autant que, n'étant ni italien ni gascon, il n'avait eu qu'un rôle politique effacé jusqu'alors. Or son aspect chétif, sa petite taille, son teint pâle et sa voix fluette cachaient une robuste santé renforcée par une remarquable hygiène de vie. Le pape mourut à 90 ans, après 18 ans de pontificat, le plus long de tous ceux des papes d’Avignon.
Dans Lyon en liesse, le nouveau pape est couronné le 5 septembre et choisit le nom de Jean XXII. Il décide alors de rejoindre Avignon. Le Souverain pontife débarque au pied du pont Saint-Bénézet, le 2 octobre 1316, et s’installe dans le palais épiscopal qu’il avait longtemps occupé.

### Le complot

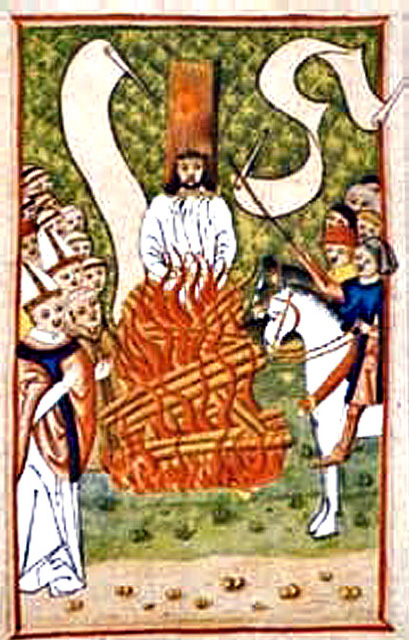
Hugues Géraud brûlé vif à Avignon.

Une procédure judiciaire avait été ouverte contre l’évêque de Cahors, Hugues Géraud, accusé de malversations. Ce dernier, se sentant perdu, décide d’empoisonner le pape. Il s’assure la complicité de deux personnes de l'hôtel pontifical : Pons de Vassal et Isar d’Escodata.
Il se procure des poisons et des statuettes de cire pour procéder à l’envoûtement du pape. Le rite est d’abord pratiqué contre Jacques de Via qui mourut (coïncidence ?) le 13 juin 1317. Trois figurines de cire à l’effigie du pape, de Bertrand du Pouget et de Gaucelme de Jean sont cachées dans des pains et confiées à des messagers pour les porter dans le palais épiscopal. L’attitude étrange des voyageurs attire l’attention de la police pontificale qui découvre ces voults. À la fin de mars 1317, toutes les personnes impliquées, dont Hugues Géraud, sont arrêtées. Celui-ci est déclaré coupable de l’assassinat de Jacques de Via, dégradé de l’épiscopat et livré au bras séculier ; il périra sur le bûcher.
Ce complot illustre les pratiques d’une époque où le recours à la sorcellerie n’était pas exceptionnel. Par une bulle pontificale de 1318, Jean XXII élargit les pouvoirs donnés aux inquisiteurs pour intenter des procès aux sorciers. En 1317, Jean XXII fait aussi mener un procès inquisitoire contre l'archevêque d'Aix-en-Provence Robert de Mauvoisin, un membre de la famille de Clément V et du « parti gascon », ancien ami d'Hugues Géraud. Robert de Mauvoisin est en particulier accusé d'avoir eu recours aux prédictions d'un astrologue juif, Moïse de Trets, pour savoir combien de temps le pape vivrait et à quel moment il valait le mieux lui envoyer des cadeaux pour obtenir sa bienveillance. Moïse lui avait aussi confectionné des talismans. L'archevêque ne fut pas accusé de sorcellerie, mais dut démissionner, et c'est un proche de Jean XXII, Pierre Des Prés, qui lui succéda.

### Choix d’Avignon pour résidence

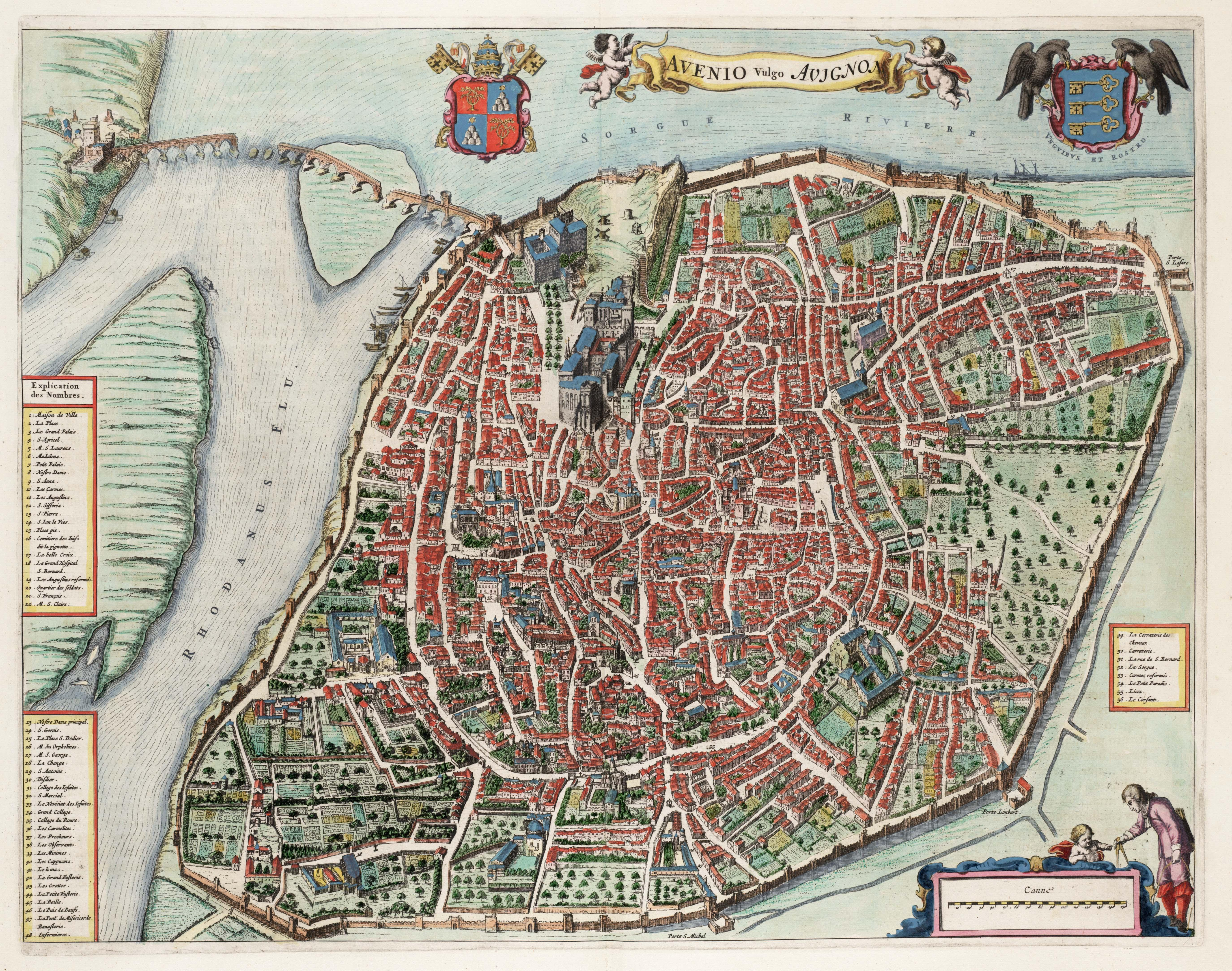
Plan d'Avignon avec ses deux enceintes de remparts et le pont Saint-Bénézet enjambant le Rhône.

Pour Clément V, prédécesseur de Jean XXII, Avignon avait été plutôt une halte qu’une résidence. Au contraire Jean XXII fut le pape qui s’implanta effectivement à Avignon. Le choix de cette ville présentait de nombreux avantages. En effet l’Église possédait déjà le Comtat Venaissin, grâce au traité de Paris, signé le 12 avril 1229 entre Louis IX, roi de France, et le comte Raymond VII de Toulouse. Ce dernier précisait dans ce traité « quant aux païs et domaines qui sont au-delà de ce fleuve (Rhône) dans l’Empire, avec tous les droits qui peuvent m’appartenir, je les ai cédés précisément et absolument à perpétuité à l’église romaine. » Avignon qui ne faisait pas partie de cette donation car la ville appartenait aux comtes de Provence, présentait de nombreux avantages. Elle est située au carrefour d’axes de communication, elle dispose d’un port fluvial et possède le fameux pont Saint-Bénezet, premier ouvrage de franchissement du Rhône en remontant ce fleuve. De plus cette ville se trouve à l’intérieur d’une riche zone agricole produisant les ressources nécessaires au ravitaillement d’une population nombreuse telle que celle de la cour pontificale.
Seulement neuf jours après son élection, Jean XXII se réserve le 16 août 1316 la disposition du couvent des frères prêcheurs. Son neveu Jacques de Via étant évêque d’Avignon, il le nomme cardinal sans lui désigner de remplaçant, afin de disposer du palais épiscopal qu’il avait habité auparavant. Il sait que ces bâtiments sont dans le secteur de la ville le plus facile à défendre, d’où son choix. Il entreprend d’adapter son ancien palais à sa nouvelle charge. Guasbert Duval (ou Gasbert de la Val), vicaire général, compatriote du pape et futur évêque de Marseille, est chargé des acquisitions nécessaires à l’agrandissement. Il est nommé le 26 août 1323 archevêque d'Arles, puis archevêque de Narbonne le 1er octobre 1341 par le pape Benoît XII. Les premiers travaux sont confiés à Guillaume de Cucuron. Le logement du pape se trouve dans l’aile ouest, ainsi que les bureaux et appartements de ses plus proches collaborateurs. Le côté nord est constitué par l’église paroissiale Saint-Étienne qui est transformée en chapelle pontificale. À l’est, sont installés les logements des cardinaux neveux, ainsi que différents services. Dans cette aile orientale, mais plus au sud, se trouvent les services du trésorier et du camérier. Au sud un bâtiment est construit pour les audiences.

## L'épineuse question des franciscains
Toute la chrétienté est secouée par un profond débat sur la pauvreté de l'Église. Il a été suscité par les franciscains et a provoqué des fractions en leur sein même, l'ordre des Frères mineurs se divisant entre conventuels et spirituels.

### Spirituels et conventuels
Pour tenter de calmer ces tensions, Jean XXII, le 7 avril 1317, canonise Louis d'Anjou, archevêque franciscain de Toulouse proche des spirituels. Mais le frère aîné du roi Robert est surtout porté sur les autels comme étant un homme de toute science, toute pitié et toute charité, plein de compassion envers les pauvres.
Ce geste lui attire la gratitude de Michel de Césène, général des franciscains, qui intervient auprès du Souverain pontife pour qu'il fixe la constitution franciscaine. Aussi, le 7 octobre 1317, Jean XXII rend publique sa décrétale Quorumdam Exigit qui reconnaît les délibérés du dernier chapitre général de Pérouse comme lucides, solides et mûrs, tout en attribuant des biens propres aux frères mineurs.

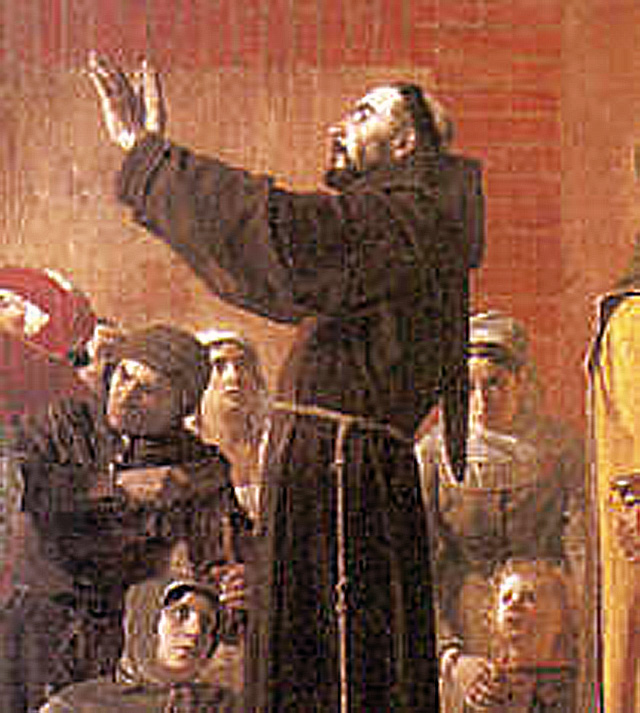
Bernard Délicieux, l'agitateur du Languedoc.

Le pape ordonne de plus que tous les minorites soient revêtus de l'habit des conventuels et obéissent à leurs supérieurs sous peine d'excommunication. Ce qui met hors d'eux les partisans de la pauvreté absolue de l'ordre. Dès le mois de décembre, les spirituels et les fraticelles entrent en révolte ouverte. À la demande de Michel de Césène, ministre général des mineurs, le pape réagit durement en prononçant, par les bulles du 30 décembre 1317 et du 23 janvier 1318, l'excommunication des spirituels et des fraticelles.
Parmi ceux-ci, il fallait faire un exemple. Jean XXII charge Michel Monachi, dit Lemoine, inquisiteur franciscain, d'instruire l'affaire et d'excommunier les insoumis. Ainsi, à Marseille, il fait arrêter cinq franciscains. Un seul confesse ses erreurs ; les quatre autres, dénommés Jean Barrani, Dieudonné Michaëlis, Guilhem Sancton et Pons Rocha de Narbonne, ayant refusé de se rétracter, sont jugés coupables et brûlés vifs le 7 mai 1318 dans le cimetière des Accoules à Marseille. De la sorte, spirituels et fraticelles les proclament saints et martyrs. Et dans leurs prêches, ils traitent ouvertement le pape d'Antéchrist et de monstre dévorant.
Un franciscain languedocien, Bernard Délicieux, se rend à Avignon pour défendre devant le Souverain pontife la cause de ses frères. Dès son arrivée, en mai 1318, il est arrêté et envoyé à Carcassonne devant le tribunal de l'Inquisition présidé par Jacques Fournier, dit Novellès, évêque de Pamiers. Son procès débouche, le 8 décembre 1319, sur une condamnation à la prison perpétuelle.

### Michel de Césène et Guillaume d'Occam

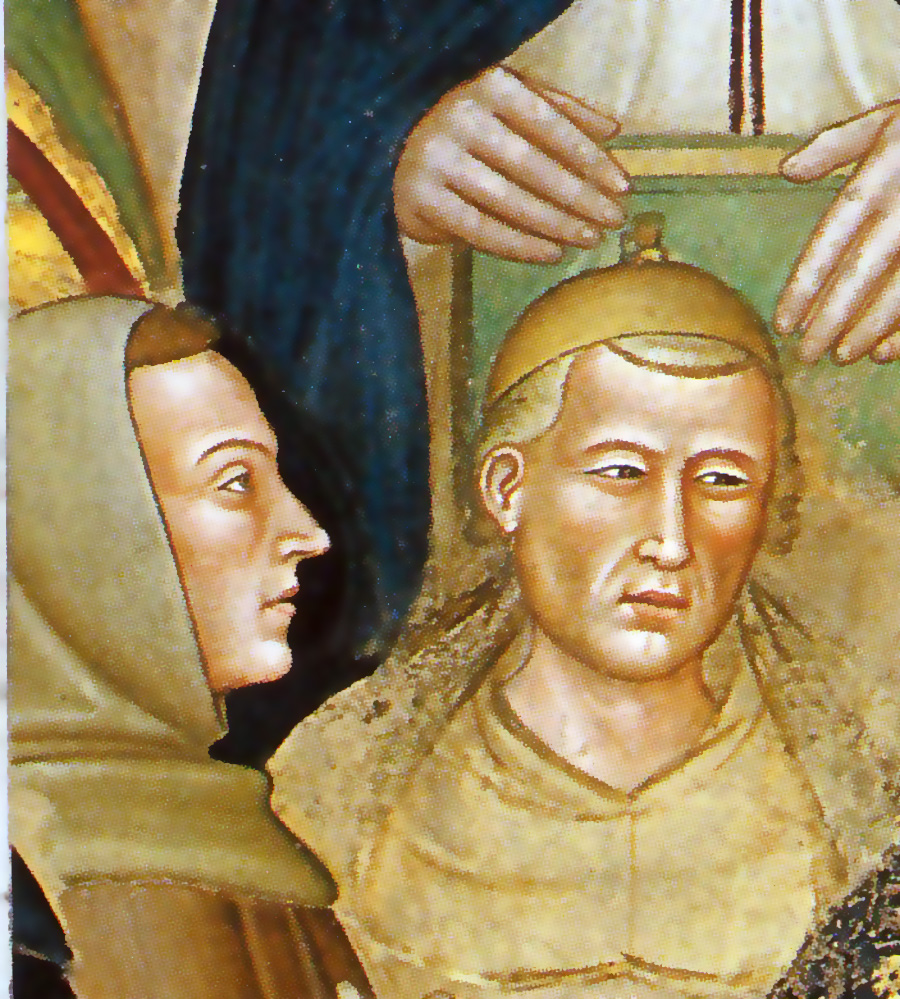
Michel de Césène et Guillaume d'Occam, détail d'une fresque de la chapelle des Espagnols à Florence par Andrea di Bonaiuto.

Mais Jean XXII, tout en condamnant les déviances des spirituels, ne se prive pas d'utiliser les compétences des conventuels. Le 15 août 1318, à la demande de Philippe V, il envoie une ambassade à Louis de Nevers, fils du comte de Flandre. Celle-ci est conduite par Michel de Césène.
Pour la circonstance, le général des franciscains s'attache les services du très avisé Guillaume d'Occam, célèbre franciscain qui soutient des thèses originales sur l'existence de Dieu et la présence réelle dans l'eucharistie.
L'ambassade des deux mendiants est couronnée de succès : le comte de Flandre accepte les offres de paix du roi. Jeanne, la fille du Hutin, renonce à toutes ses prétentions sur la couronne de France. Mais elle conserve ses droits sur celle de Navarre, qui lui venait de sa grand-mère, et doit épouser Philippe d'Évreux, cousin du roi de France. Il est prévu qu'un traité ultérieur formalisera cet accord sous l'égide pontificale.
Jean XXII fait encore un geste envers les frères mendiants, le 17 avril 1320, en portant sur les autels Thomas de Canteloupe, évêque franciscain anglais, mort en 1282 ; en revanche, il refuse de sanctifier la moniale Claire de Montefalco, décédée en 1308, à cause de ses évidentes sympathies pour les fraticelles.

### La querelle sur la pauvreté de l'Église

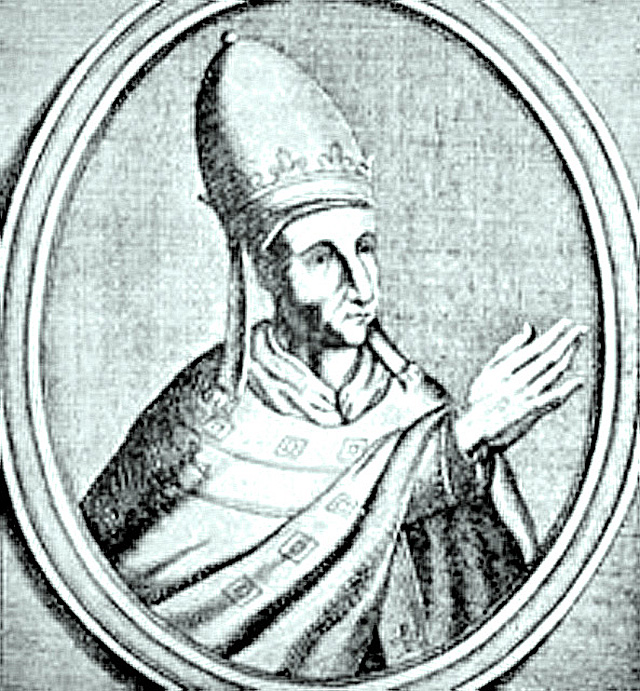
Jean XXII en prière.

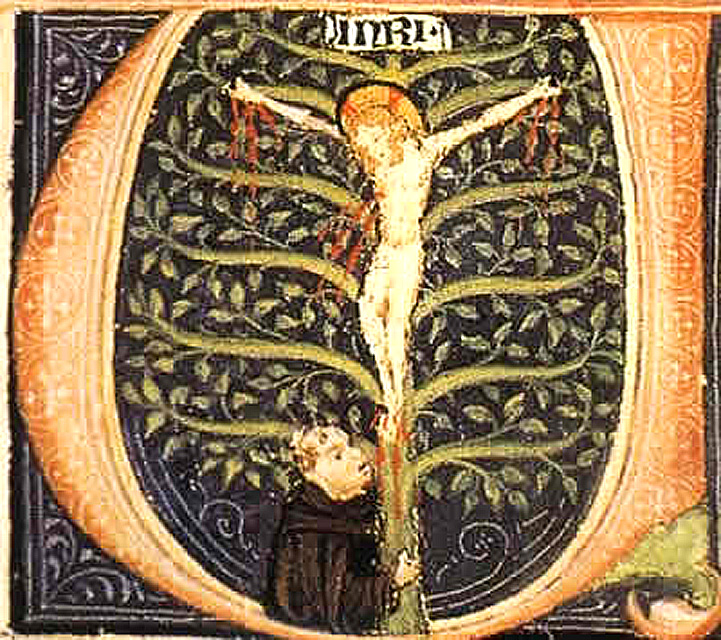
Ubertin de Casale, auteur dArbor vitæ crucifixæ Jesu Christi.

En dépit des concessions pontificales, des divergences éclatent à nouveau au début de l'année 1322. Ubertin de Casale, théoricien des franciscains spirituels, que le cardinal Napoléon Orsini avait pris sous sa protection en le choisissant comme pénitencier, est sollicité par le Souverain pontife pour lui présenter une relation motivée sur la question de la pauvreté. Ses conclusions sont immédiatement condamnées par le pape.
Pour répliquer à cette bulle pontificale du 26 mars 1322 dans laquelle le principe de la pauvreté de l'Église est remis en question, Michel de Césène réunit, à Pérouse, le 4 juin suivant, le chapitre général. Il défend les arguments du spirituel Béranger Talon que le pontife a jeté en prison pour avoir affirmé que Nicolas III avait fait de la pauvreté un dogme dans sa bulle « Exit qui seminal ».
Le 8 décembre, le pontife avignonnais réplique au chapitre de Pérouse par la bulle Ad conditionem canonum. Il y décide que le siège apostolique se déchargera sur les « pauvres » franciscains de tous les biens qu'il gérait en leur nom.
Le 14 janvier 1323, Jean XXII accepte pourtant, au cours d'un consistoire, d'écouter les arguments des minorites. Leur porte-parole, Bonagrazia de Bergame, dans une péroraison enflammée, se met à contester au pape le droit de régenter leur Ordre car celui-ci était de droit divin. Excédé par cette outrance, le Souverain pontife envoie aussitôt l'impertinent reconsidérer ses thèses entre quatre murs.
Enfin Jean XXII, par sa décrétale Cum inter non nullus, condamne le chapitre de Pérouse. Du coup, Louis de Bavière, auquel le pape contestait l'Empire, se fait un devoir de soutenir les franciscains dans une déclaration faite à Sachsenhausen ; une Église pauvre ne pouvant lui contester le droit de légiférer sur les affaires terrestres. Jean XXII réplique à cette prise de position par sa décrétale Quia quorundam et convoque sans façon Michel de Césène à Avignon. Préférant rester en Italie dans son bastion de Pérouse, le général des franciscains se fait passer pour malade et délègue à sa place les frères Modeste Custodio et Jean Fidanza. Prudent, le cardinal Orsini convainc le pape de charger Ubertin de Casale de porter sa décrétale auprès du roi d'Aragon.

## Politique intérieure

### Les premiers palais des papes

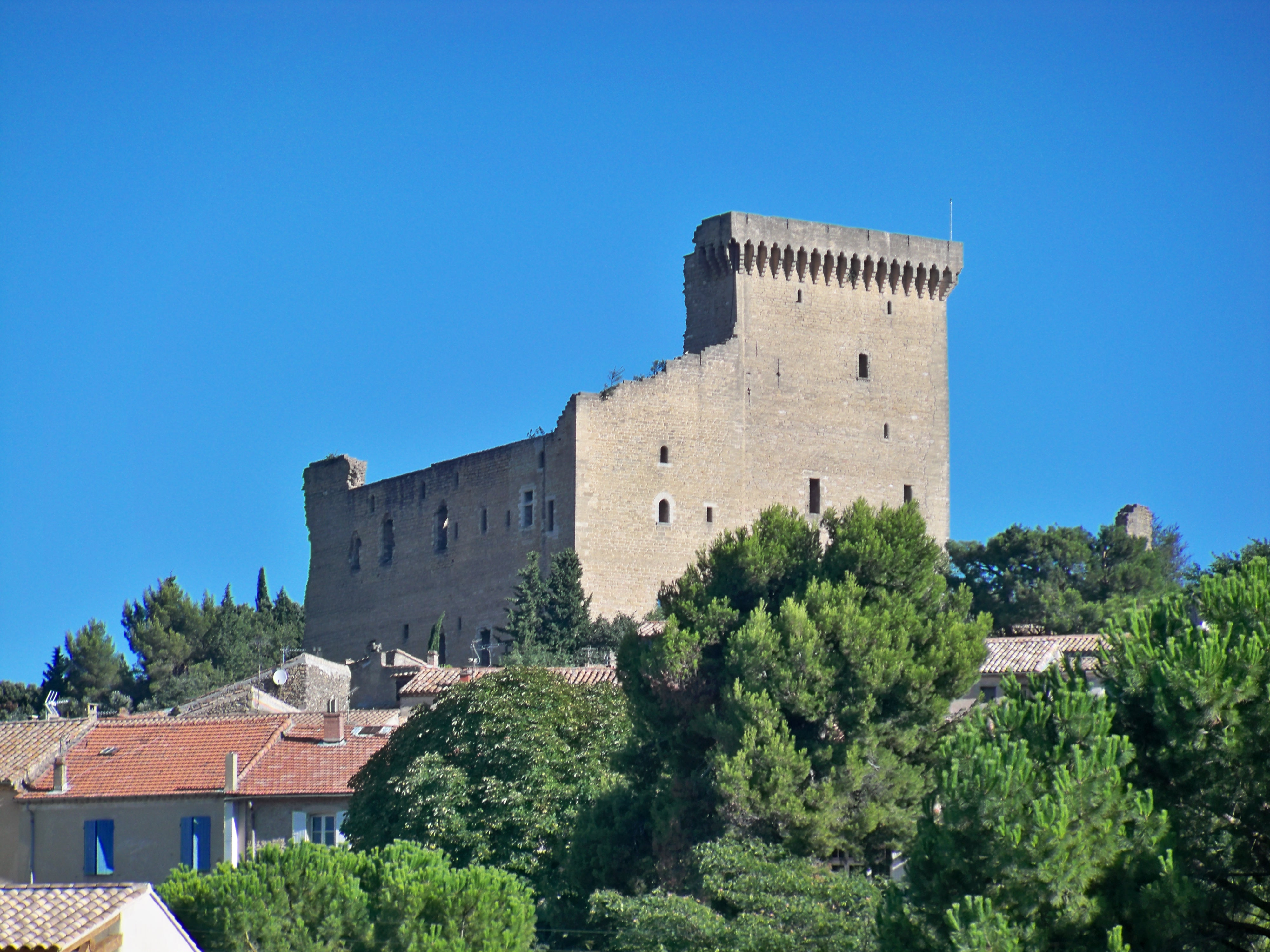
Le vieux château des papes à Châteauneuf-du-Pape.

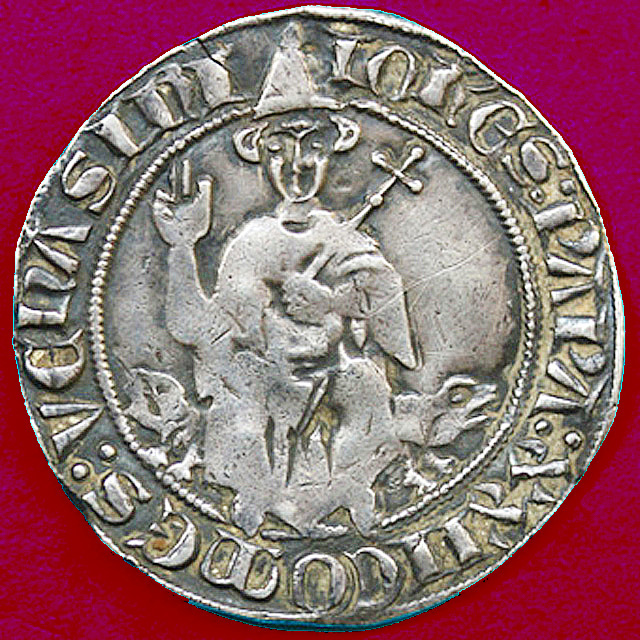
Gros de Jean XXII frappé à l'atelier monétaire de Sorgues.

Dès son arrivée, profitant de sa connaissance du diocèse d’Avignon, Jean XXII le réorganise. Un de ses premiers actes fut de doter la manse du chapitre canonial de Notre-Dame des Doms en lui adjoignant les abbayes de Saint-Paul-de-Mausole, à Saint-Rémy-de-Provence, et de Saint-Michel de Frigolet, à Barbentane.
D’emblée, le nouveau pape s’impose comme un remarquable administrateur et un grand bâtisseur. À peine installé depuis un trimestre, il fait construire un château neuf, dans ce qui allait devenir Châteauneuf-du-Pape. Les comptes de la révérende chambre apostolique nous apprennent que Jean XXII consacra 3 000 florins à la restauration du vieux château datant du XIIe siècle.
Les travaux vont durer de 1317 à 1333. Son maître d’œuvre est Raynaud Hébrard et son maître charpentier Raymond Mézières. Ce dernier dut faire descendre deux trains entiers de bois flotté sur le Rhône par les radeliers de Seyssel. Dans le même temps, le pontife fait planter, par des vignerons venus de Cahors, le premier vignoble pontifical.
On dit que c’est encore l’amour du bon vin qui décide sa Sainteté, en 1317, à acquérir auprès de Jean II, Dauphin du Viennois, le terroir et la ville de Valréas. Cet achat est conclu le 13 août 1317 pour 16 000 livres parisis que Jean XXII va récupérer par imposition sur les villes et les villages du Comtat Venaissin. Et le 20 septembre 1325 il achète à Giraud Amic de Sabran, son vignoble de Séoule (aujourd’hui Sylla), sur le terroir de Saint-Saturnin-lès-Apt.
À la même période, le pontife fait construire d’autres châteaux neufs à Bédarrides, Barbentane, Châteauneuf-de-Gadagne (alors Giraud-Amic), Noves et Saint-Laurent-des-Arbres. Pour les décorer et orner, il fait venir Pierre du Puy, un franciscain de Toulouse qualifié de « peintre du pape », assisté de Pierre Massonnier. Entre 1316 et 1322, l’architecte de tous ces chantiers est Guillaume Giraud de Cucuron, que le pape va combler de bénéfices à Noves, Saint-Andiol et faire chanoine de Saint-Agricol d’Avignon.

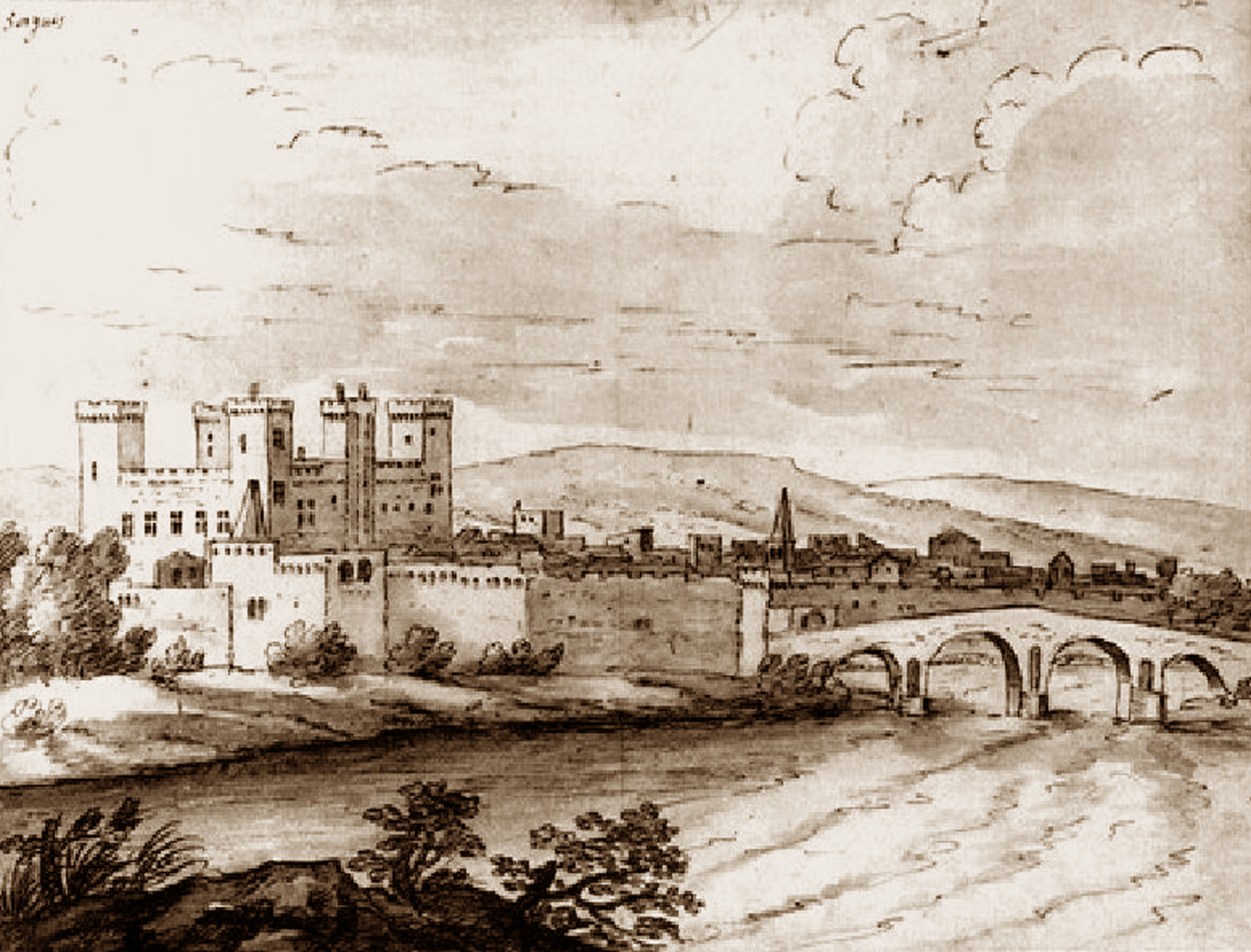
Palais des papes de Sorgues et le pont sur l'Ouvèze, dessin de Laincel.
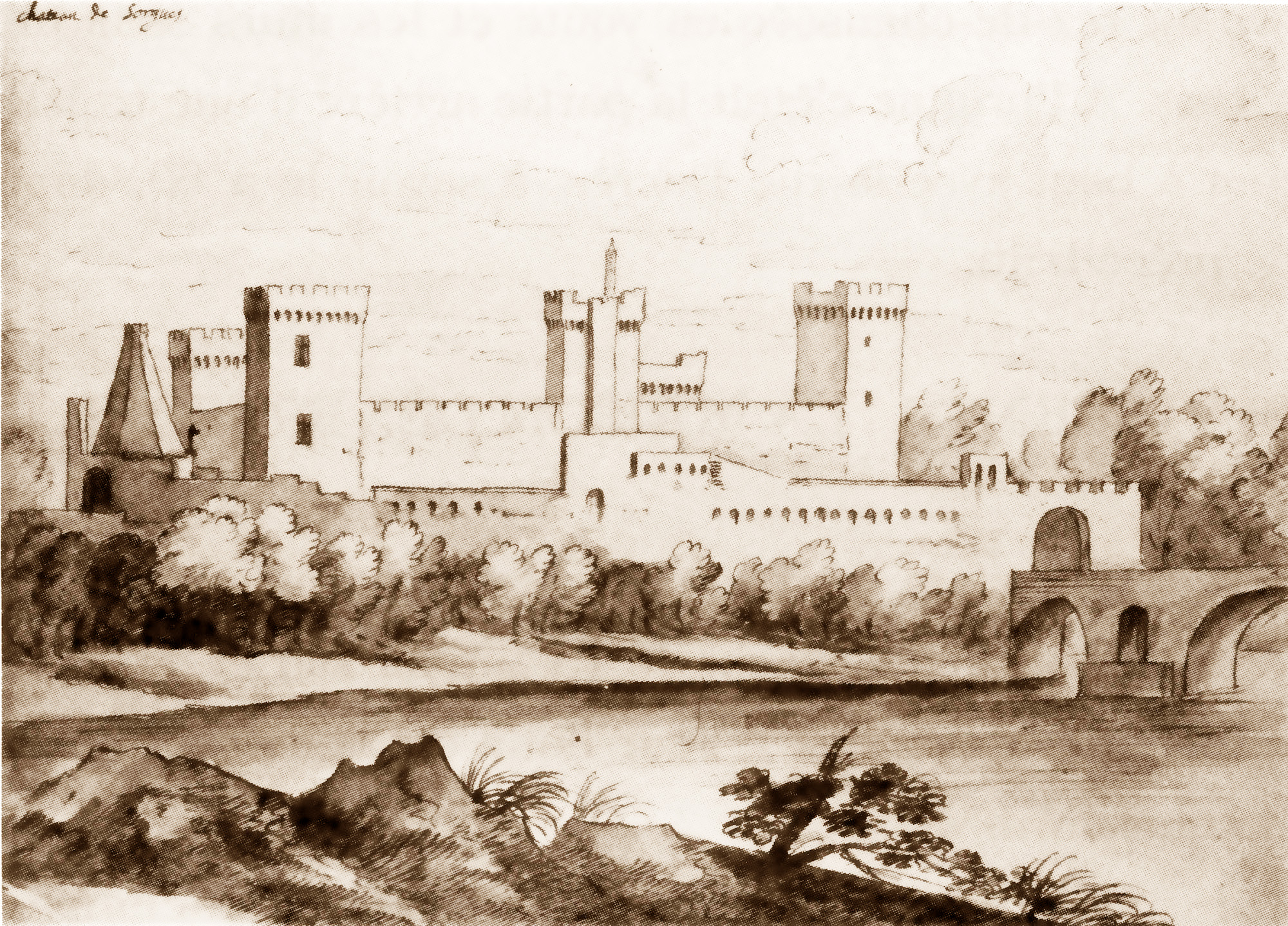
Palais des papes de Sorgues, côté ouest, dessin de Laincel.
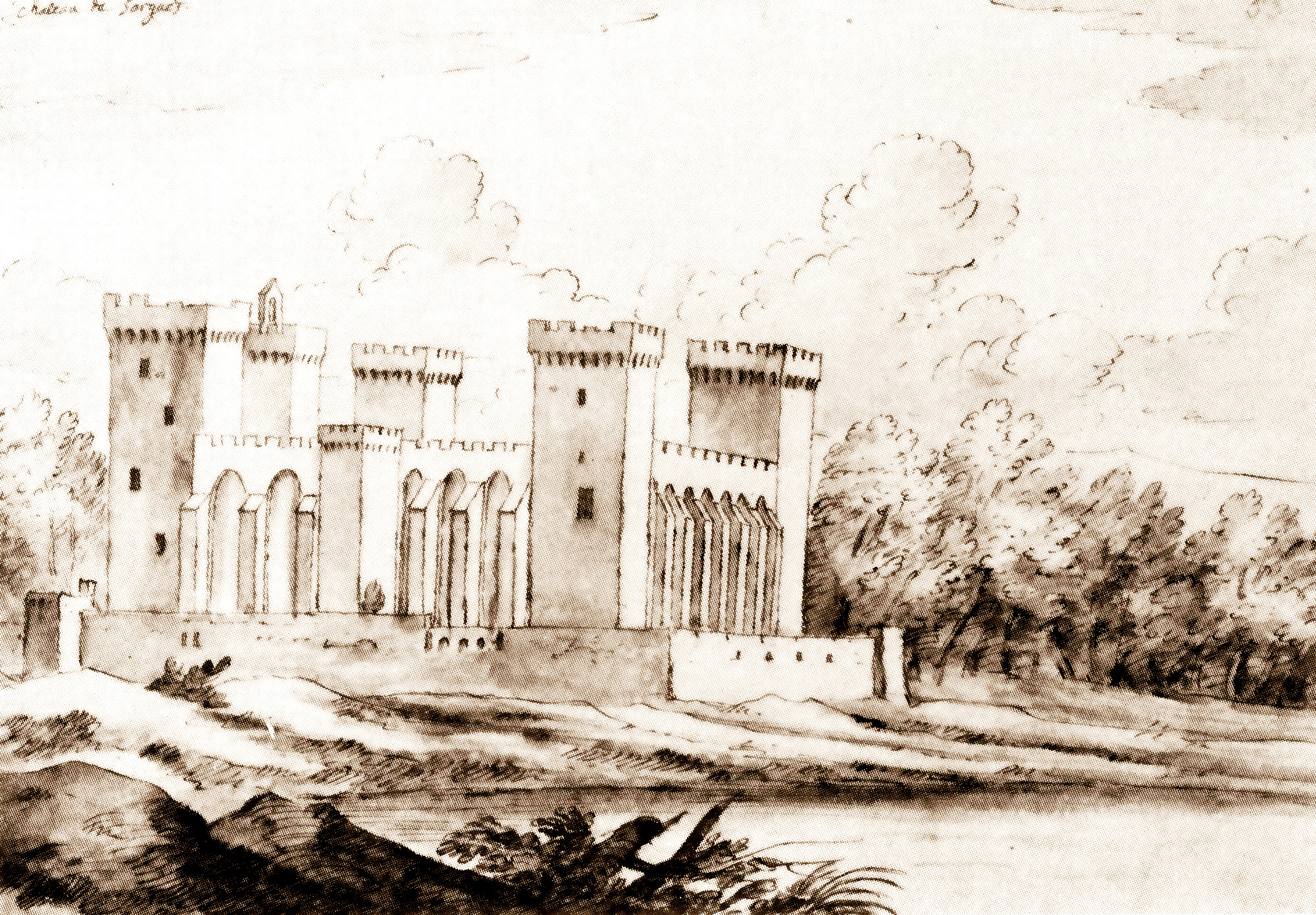
Palais des papes de Sorgues, côté sud-est, dessin de Laincel.
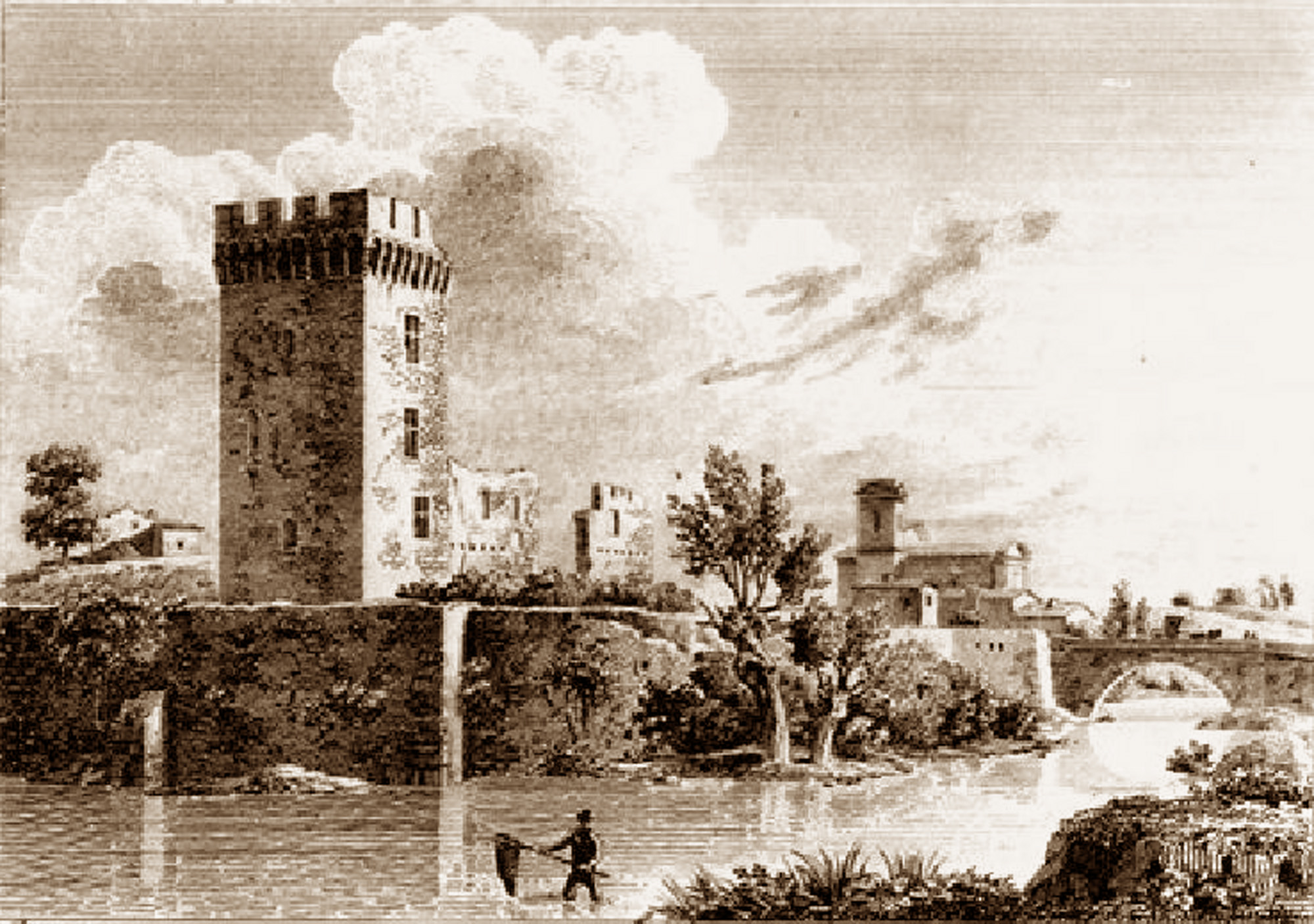
Palais des papes de Sorgues, gravure de Baugéan.
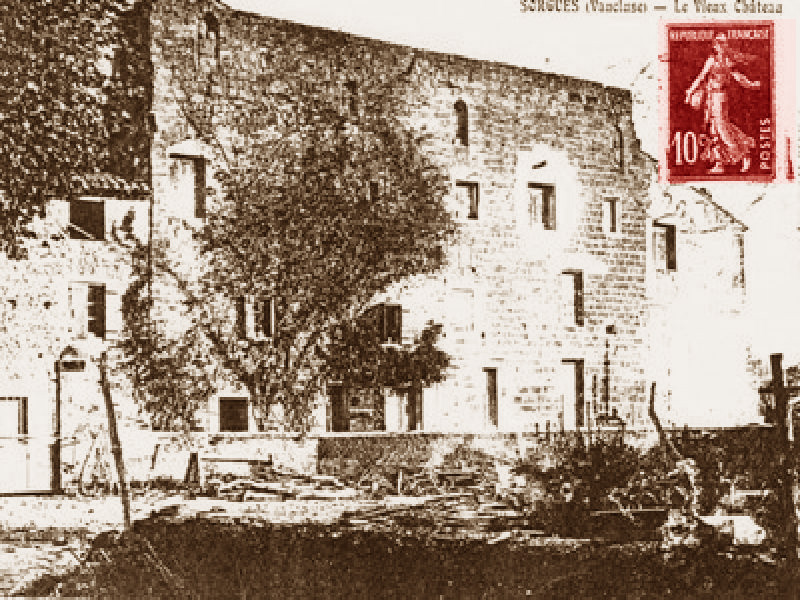
Vestiges du palais des papes de Sorgues en 1907.

En 1322, quand l’abbé de Cluny rétrocède à Jean XXII Pont-de-Sorgues où depuis 1274 était installé l’atelier de frappe des monnaies pontificales, le pontife y fait aménager le premier palais des papes près du château ayant appartenu aux comtes de Toulouse.

### La restructuration des diocèses occitans
Puis, entre 1317 et 1318, ce fut une énorme mutation que fit subir le pape à la majorité des diocèses du sud de la France. Celui de Toulouse fut amputé des diocèses de Saint-Papoul le 22 février 1317, de Lombez le 11 juillet 1317 et de Lavaur le 26 septembre 1317. Pour faire passer sa réforme, Jean XXII jugea politique d'élever l'évêché toulousain au statut d'archevêché le 26 mai 1317. L'archidiocèse de Narbonne, quant à lui, fut amputé des diocèses d’Alet, après la suppression de l'éphémère évêché de Limoux, le 1er mars 1318. Saint-Pons-de-Thomières fut créé par bulle du 18 février 1317.
Du diocèse de Clermont (Clermont-Ferrand) fut détaché celui de Saint-Flour le 22 février 1318 ; du diocèse d'Albi, celui de Castres en 1317 ; et du diocèse d'Agen, celui de Condom en 1317. Le diocèse de Poitiers se vit retirer ceux de Luçon et de Maillezais le 13 août 1317 ; le diocèse de Cahors perd celui de Montauban le 25 juin 1317 ; Pamiers, ceux de Rieux, le 11 juillet 1317, et de Mirepoix, le 27 septembre 1317. Du diocèse de Périgueux, ce fut Sarlat ; de celui de Limoges, Tulle ; et celui de Rodez, Vabres, tous constitués en évêchés le 13 août 1317.
En multipliant ainsi les évêchés, le second pape d’Avignon, en bon cadurcien, remettait le pouvoir spirituel à des prélats citadins, alliés naturels de la bourgeoisie marchande. Jean XXII n'oublia pas la ville des comtes-évêques de Cahors en y créant en 1332 une université afin de renforcer cette élite.

### Réorganisation de l'ordre des Hospitaliers et du Comtat Venaissin

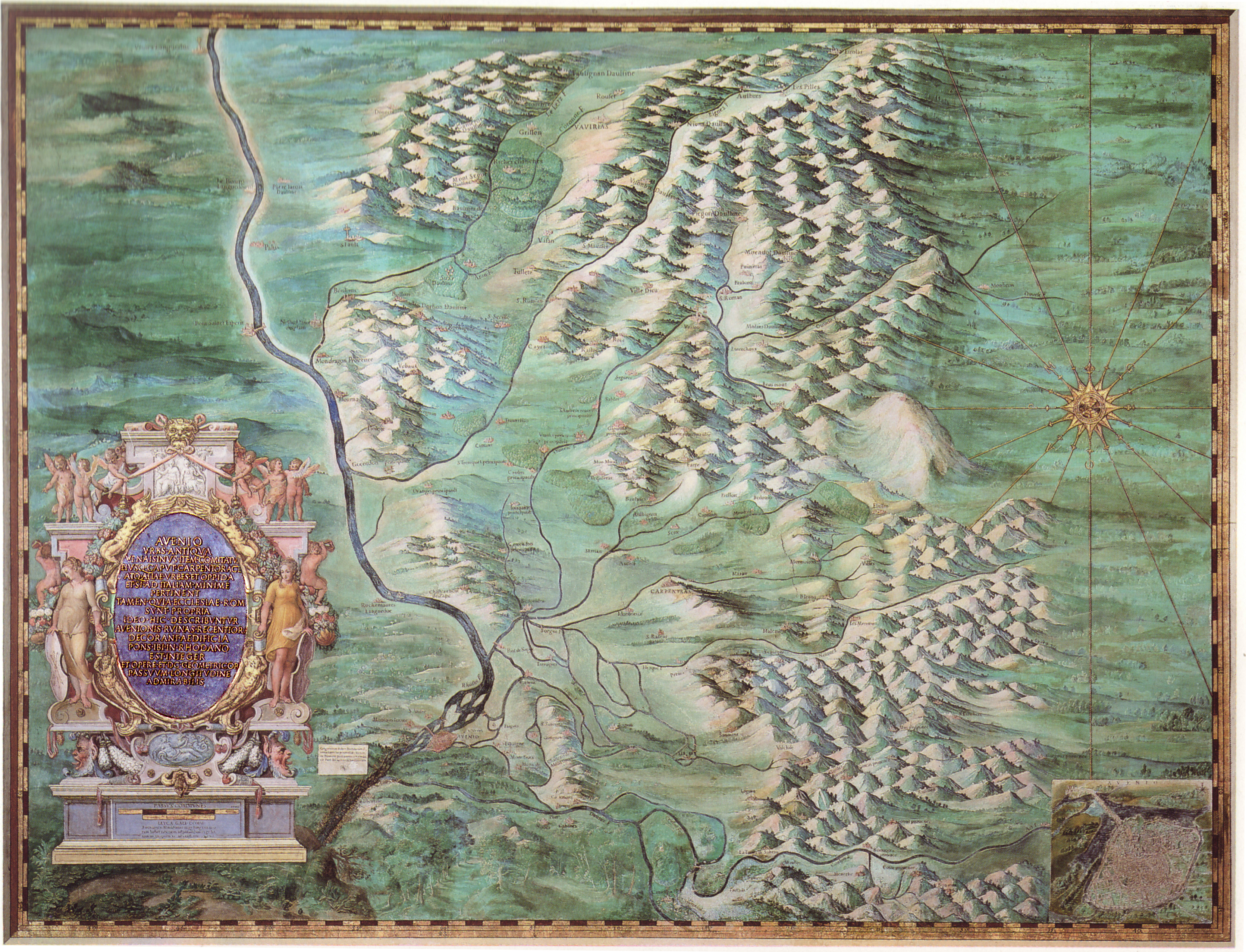
Fresque de la galerie du Vatican montrant le Comtat Venaissin, par Ignazio Danti (1580-1583).

Afin d’asseoir sa puissance en tant que comte du Venaissin, Jean XXII informe le grand maître Foulques de Villaret, le 13 juin 1317, qu’il désirait se faire restituer toutes les possessions que les Hospitaliers de l'ordre de Saint-Jean de Jérusalem géraient dans le Comtat depuis 1276.
L’ordre de l’Hôpital, mal dirigé par Foulques de Villaret, était très endetté. En 1319, les Hospitaliers déposent Foulques et le remplacent par Maurice de Pagnac. Jean XXII convoque les deux protagonistes à Avignon. Pour éviter la dilapidation des possessions, il interdit les aliénations des terres et met en place des ressources nouvelles. Il sauve ainsi cet Ordre prestigieux.
Il entreprit ensuite de restructurer l’administration de ses États. Par la « bulle de dismembration », en date du 12 avril 1320, il autorisa son neveu Arnaud de Trian, recteur du Comtat, à quitter Pernes pour s’installer à Carpentras qui devint ainsi la nouvelle capitale du Venaissin.
Le 18 juin 1319, il nomme sur la recommandation des dignitaires de l'Ordre le prieur de Provence Hélion de Villeneuve grand maître des Hospitaliers. Le pape se fait céder les biens gérés par l’Ordre dans le Comtat. Les Hospitaliers de Saint-Jean de Jérusalem se dépossèdent de tous leurs fiefs comtadins, des droits relevant de l’ancienne baillie du Temple à Richerenches ainsi que de la majorité de leurs biens propres.

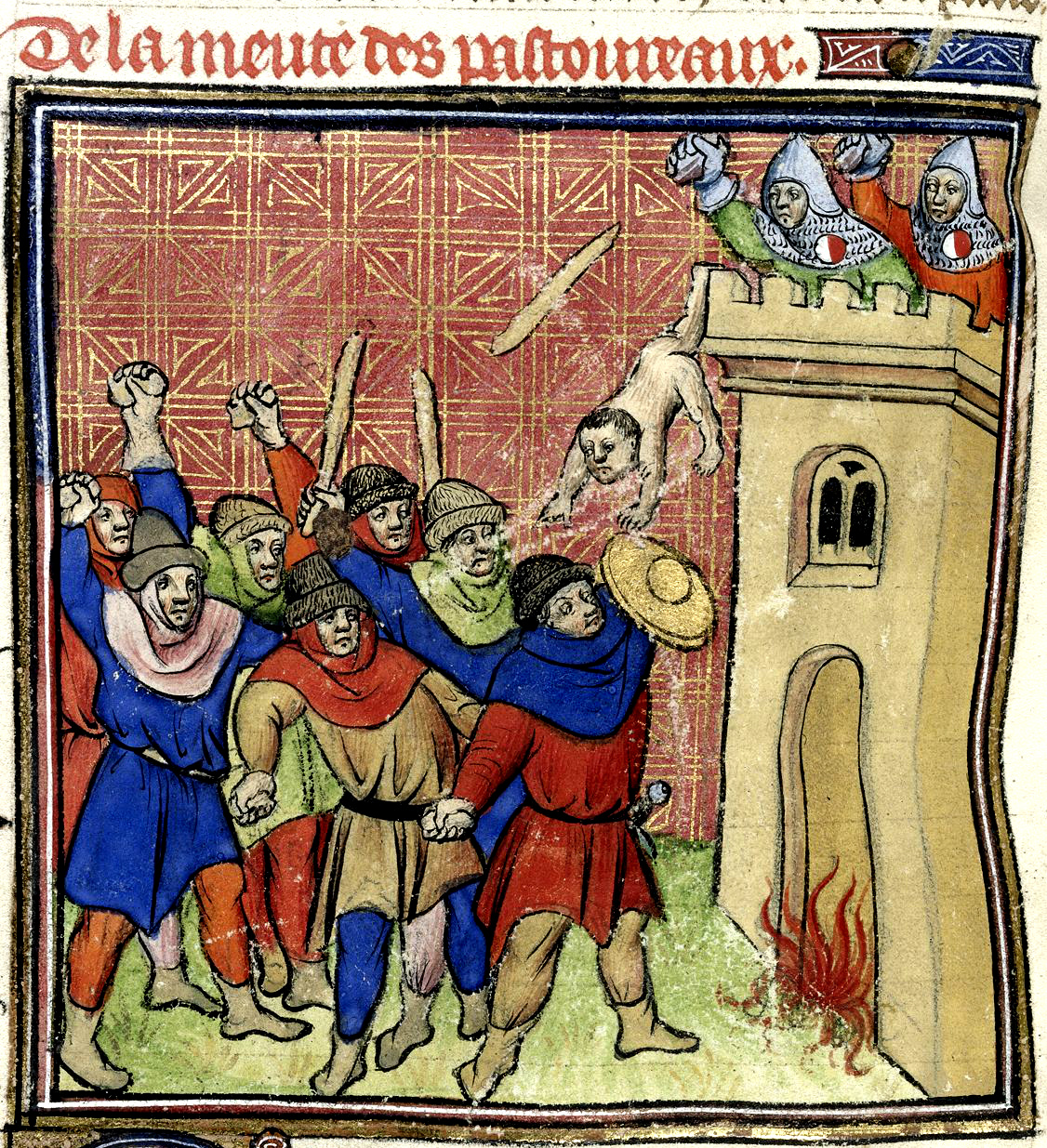
Pastoureaux assiégeant Verdun-sur-Garonne et y tuant 500 juifs.

### La croisade des pastoureaux
À la suite d’un pèlerinage au Mont-Saint-Michel, des groupes de miquelets, essentiellement de jeunes paysans du Nord de la France, s’étaient organisés pour partir en croisade. Ce sont les pastoureaux. Ce vaste mouvement populaire est soutenu par les prêches enflammés d’un bénédictin apostat et d’un prêtre interdit pour sa conduite, qui les ont convaincus de l’urgence du « Saint Voyage » pour aller combattre les Infidèles. Par bandes entières, ces pastoureaux commettent crimes et pogroms à travers le pays, de Paris vers les Pyrénées et le Languedoc.
Le pape accuse alors le roi de France Philippe V d’irresponsabilité, et s’étonne, auprès de son légat Gaucelme de Jean, « que la prévoyance royale ait négligé de réprimer les excès et le pernicieux exemple des Pastoureaux, qu’on devrait plutôt appeler "loups, rapaces et homicides", dont les procédés offensent gravement la Majesté Divine, déshonorant le pouvoir royal et préparant, pour tout le royaume, des dangers inexprimables si on ne les arrête pas ».
Les pastoureaux sont finalement écrasés à Carcassonne - après avoir décimé 120 communautés juives et tué des milliers de leurs membres.

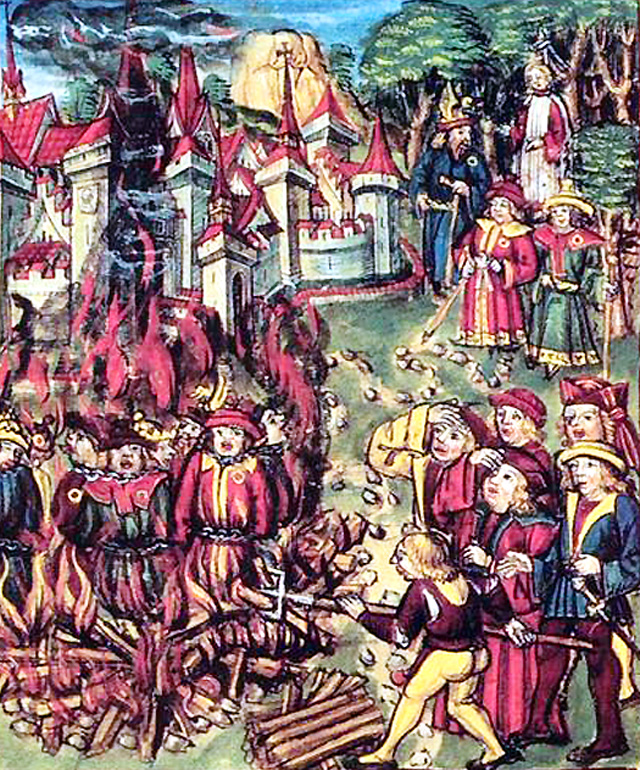
Juifs portant la rouelle condamnés au bûcher.

### Le pape spolie les juifs
Mais les malheurs des Juifs n’en sont pas finis pour autant. Charles IV le Bel, troisième fils de Philippe le Bel, après la mort de son frère Philippe, est couronné à Reims par l’archevêque Raymond de Courtenay, le 9 février 1322. Considérant que son Trésor est trop limité, il n’hésite pas à poursuivre la politique de son père et par ordonnance du 24 juin, fait expulser les Juifs de France afin de récupérer leurs biens.
Jean XXII trouve la mesure excellente et, pour ne pas être en reste, il fait de même avec les Juifs d’Avignon et du Comtat vénaissin qui se réfugient en Dauphiné et en Savoie. Pour parfaire l’expulsion, le pape juge utile et nécessaire de faire jeter à bas les synagogues de Bédarrides, Bollène, Carpentras, Le Thor, Malaucène, Monteux et Pernes et de raviver en 1326 des mesures du concile de Latran, en imposant aux Juifs de plus de quatorze ans le port de la rouelle, et aux Juives de plus de douze ans celui de cornailles (chapeaux à cornes).
Cette chasse aux Juifs n’empêche pas la justice royale de se pencher sur le cas d’un brigand gascon du nom de Jourdain de l’Isle. Ses actes lui valent d’être arrêté en mai 1323, à la veille de la Trinité. C’est un neveu par alliance de Jean XXII. Accusé de viols, assassinats, rapines et brigandages, il est condamné à mort et exécuté le mois suivant, revêtu d'une robe blanche aux armes du pape.

### Le pape et la sorcellerie
Jean XXII publia en août 1326 la bulle Super illius specula, assimilant pratiquement la sorcellerie à l'hérésie. Une voie que suivirent ses successeurs de Benoît XII à Alexandre V en pérennisant la chasse aux sorcières.

### Le pape conteste en vain les innovations musicales
Le compositeur et théoricien Philippe de Vitry avait publié vers 1320 à Paris son fameux traité Ars nova, qui faisait le point sur des innovations en matière de notation musicale permettant aux compositeurs de l'époque de s'affranchir de certaines contraintes rythmiques et d'enrichir le langage musical.
Le pape, sollicité par certaines autorités ecclésiastiques, rédige en 1324-1325, la décrétale Docta Sanctorum Patrum dans laquelle il fustige ces innovations et leurs conséquences : « ils mettent toute leur attention à mesurer les temps, s'appliquent à faire les notes de façon nouvelle, préfèrent composer leurs propres chants que chanter les anciens, divisent les pièces ecclésiastiques en semi-brèves et minimes ; ils hachent le chant avec les notes de courte durée, tronçonnent les mélodies par des hoquets, polluent les mélodies avec des déchants et vont jusqu'à les farcir de « triples » et de motets en langue vulgaire ».
Cette décrétale resta sans effet et le Pape en prit son parti puisqu'il finit par témoigner à Philippe de Vitry son estime en le comblant de bénéfices et en l'invitant à Avignon.

## Politique extérieure

### Italie du Nord
Bénéficiant de la protection des royaumes de France et de Naples, la papauté n'est plus vulnérable aux intrigues italiennes ou à une intervention de l'armée impériale en Italie. Par contre le pape est conscient de la prééminence des gibelins dans les villes du Nord de l'Italie et s'inquiète en particulier de la puissance de Matteo Visconti. À la mort de l'empereur Henri VII en 1313, il y a concurrence entre Louis de Bavière et Frédéric d’Autriche avec une double élection faite respectivement à Aix-la-Chapelle et à Bonn. Les princes s'étant divisés en deux factions, Jean XXII pense pouvoir en profiter : il refuse de choisir entre les deux élus. Il déclare l'Empire vacant et nomme le roi de Naples Robert le Sage vicaire pour l'Italie le 14 mars 1318. Le conflit tourne à l'épreuve de force avec les gibelins : Matteo Visconti, le maître de Milan récemment excommunié, envoie son fils Marco Visconti assiéger Gênes. Robert le Sage débloque la ville le 21 juillet 1318. Le légat Bertrand du Pouget, envoyé à la tête d'une armée pontificale pour appliquer la décision, s'acquitte de sa tâche avec rudesse et s'attire de nombreuses inimitiés.

### Le pape et l’empereur

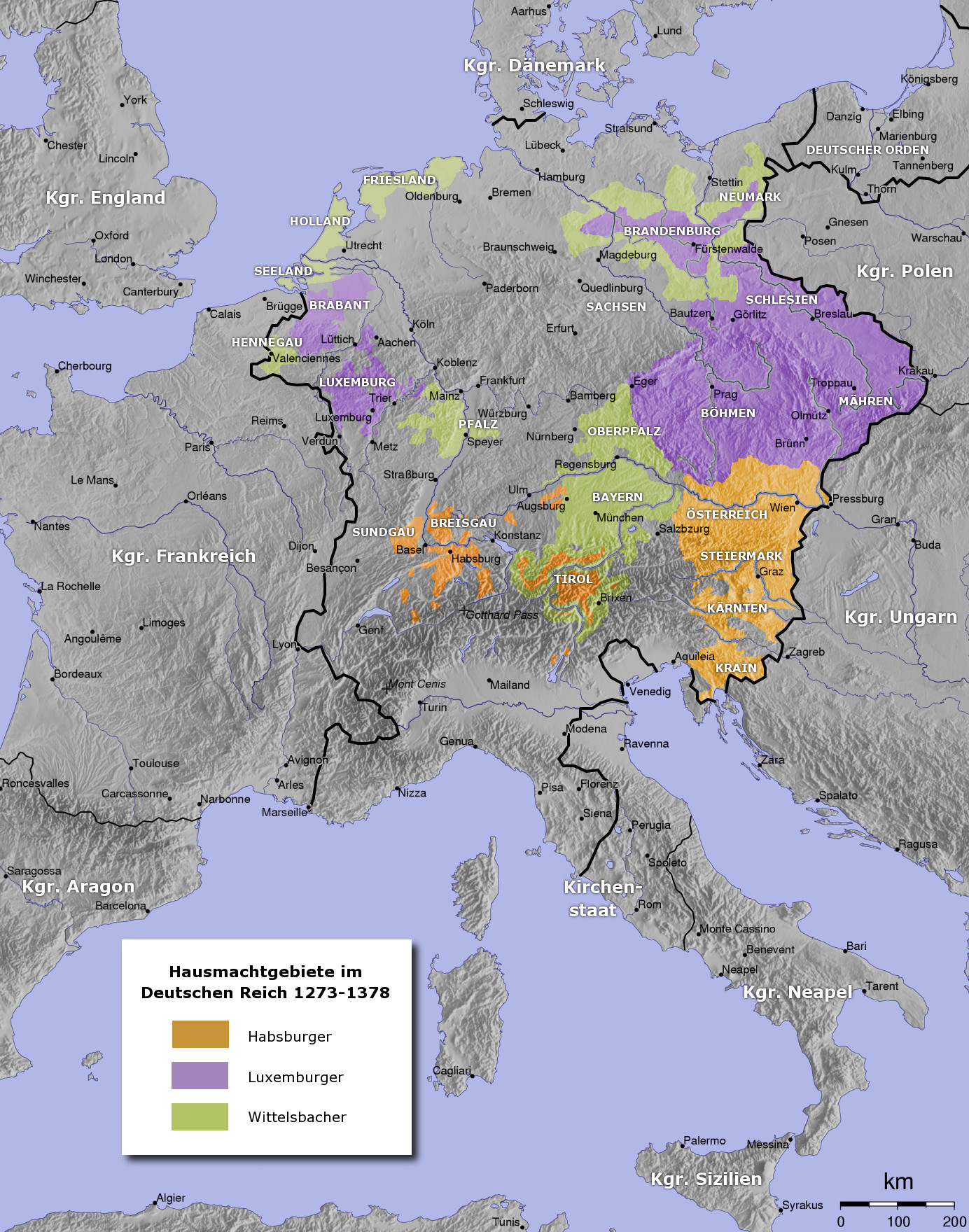
L'empire aux
Possessions des Wittelsbach
Possessions des Habsbourg
Possessions des Luxembourg

Louis IV de Bavière, vainqueur de Frédéric d’Autriche à Mühldorf le 28 septembre 1322, entreprend de faire valoir ses droits en Italie et proteste contre l’occupation de la Lombardie « terre d’Empire » par les troupes pontificales et angevines. Intervenant militairement en faveur des Visconti, il délivre Milan assiégée le 28 juillet 1323 et occupe Pavie. Il prend contact avec les Milanais qui se posent en vicaires du roi des Romains et se heurtent aux représentants du pape. Ce conflit soulève une question de principe : le pape prétend être le vicaire de l'Empire en Italie pendant la vacance du trône impérial. Or, à ses yeux, le trône est vacant puisque la désignation de Louis de Bavière n'a pas obtenu l'approbation pontificale. Le 8 octobre 1323, le pape déclare que le « Bavarois » a usurpé les droits dont il fait usage ; s'il n'y renonçait pas dans les trois mois, il serait excommunié ; en attendant, le vicariat d'Empire en Italie reviendrait au roi de Naples, Robert d'Anjou. Cet ultimatum est le point de départ d'une querelle qui durera près d'un quart de siècle. L'empereur dépêche une armée dans la péninsule et répond qu'il tient l'Empire de Dieu seul grâce à l'élection des princes et donc que son élection ne requiert aucune confirmation et que la seule prérogative papale en la matière est de le couronner.
Jean XXII, qui est peu conciliant de caractère, doit faire comprendre au monde chrétien que le déplacement de la papauté de Rome à Avignon n'affecte aucunement l'autorité du successeur de Pierre. Excellent juriste, il entend faire appliquer à la lettre les textes canoniques. Loin de se soumettre, Louis de Bavière riposte en publiant trois « appellations », entre décembre 1323 et mai 1324 : destinées en principe au pape, elles s'adressent aussi à tous ceux qui sont capables en Allemagne, dans les villes surtout, de discerner les enjeux du débat. Jean XXII l'excommunie le 23 mars 1324. De son côté, de la chapelle des Teutoniques de Sachsenhausen, Louis lance un appel au concile général pour juger le pape, accusé d'hérésie et d'usurpation de bien d'autrui. Les papes d'Avignon, qui vivent dans l'opulence, se heurtent depuis des années à l'opposition des ordres mendiants, et Louis de Bavière accueille et soutient les franciscains. Le 22 mai, l’alliance entre l’empereur excommunié et les franciscains spirituels est rendue publique. Ce front uni est aussi inattendu que dangereux. Aussi, le 11 juillet, le pape déclare le Bavarois déchu de ses droits impériaux et contumax, puis, le 14 juillet 1324, Jean XXII dépose Louis de Bavière.

### Les franciscains soutiennent l’Empire…

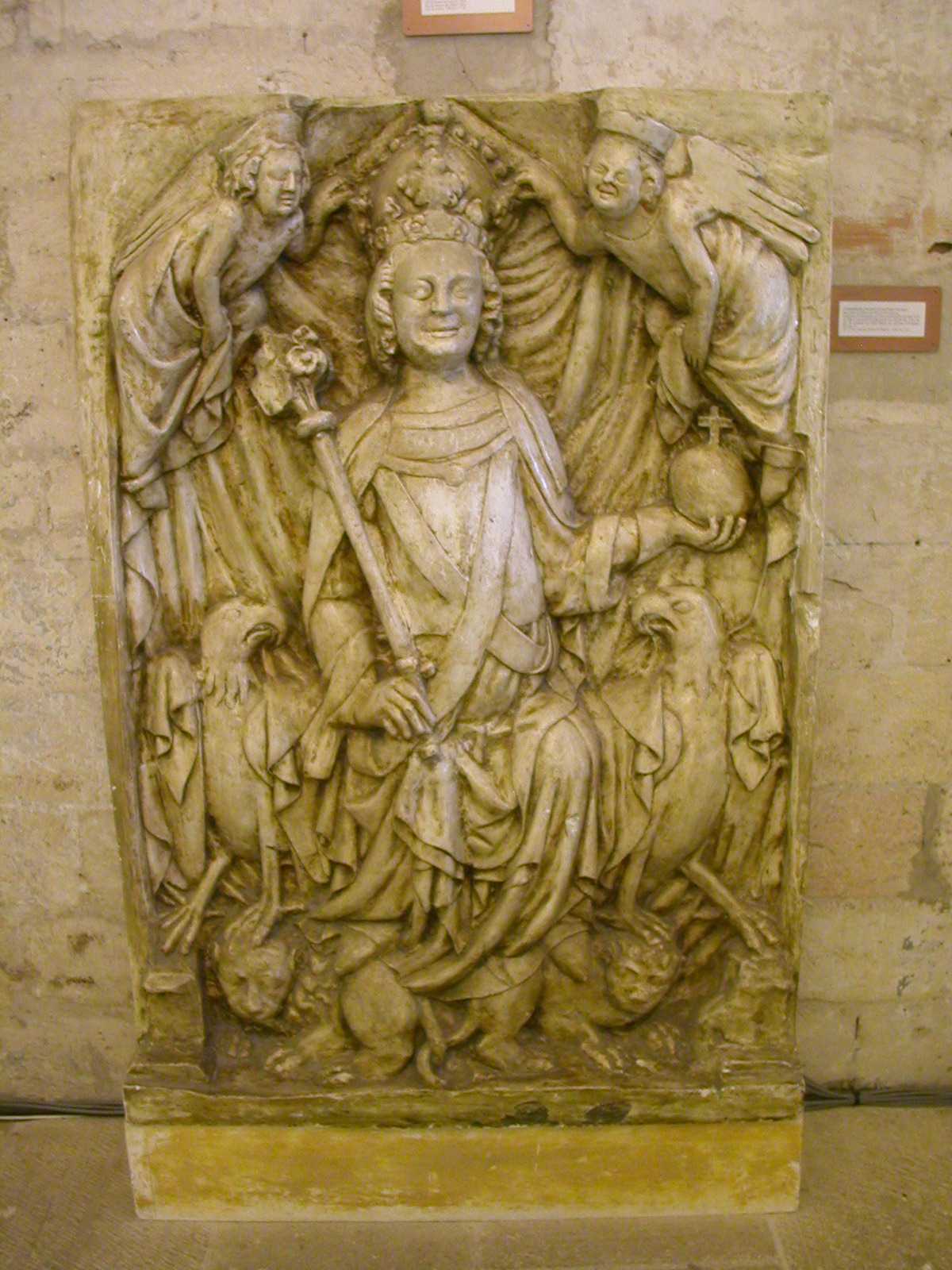
Bas-relief de Louis IV de Bavière, au palais des papes d'Avignon.

Mais Louis de Bavière sait que le pape est vulnérable et ne cède pas. Le coût de la réorganisation du Saint-Siège en un État moderne lui suscite des ennemis : la levée des annates et la centralisation mécontentent les collateurs ordinaires dont elles rognent les prérogatives et poussent à bout les contribuables impitoyablement pressurés. La fraction de l'ordre franciscain qui prône une pauvreté radicale se dit profondément scandalisée par la richesse des dignitaires ecclésiastiques ; certains de ces « spirituels » professèrent le joachimisme qui annonçait l'irruption d'une ère nouvelle. Condamnés par la papauté, persécutés à l'intérieur de leur famille religieuse, ils pouvaient penser qu'ils étaient seuls à être marginalisés ; or, en 1323, nombreux sont ceux qui contestent le poids de la fiscalité papale, l'accusant de servir à financer le faste de la cour avignonnaise. Dans les faits, Jean XXII refusait le luxe des cours princières même s'il n'était pas austère. Les Fraticelles eurent la surprise de voir la majorité de leurs confrères, ministre général en tête, les rejoindre dans l'opposition au pape : celui-ci venait de condamner une opinion partagée par la plupart des franciscains, la pauvreté personnelle du Christ. En promulguant ce texte, Jean XXII se fait des adversaires dans toute la chrétienté et nombre de théologiens de talent, tel Guillaume d'Occam, qui les rallient. Louis de Bavière en joue et accueille les franciscains en rupture de ban, auxquels se joint Marsile de Padoue dont l'œuvre maîtresse, le Defensor pacis, subordonne le pouvoir spirituel au temporel. Conseillé par cet état-major, Louis décide de se rendre à Rome pour se faire couronner. Il descend en Italie avec son armée et met fin à une série de succès militaires du Légat Bertrand du Pouget qui a rallié l'Émilie et la Romagne, occupé Modène, Parme et Reggio à l'été 1326 et soumis Bologne (qui pourrait être une capitale pontificale plus stable que Rome) en février 1327.

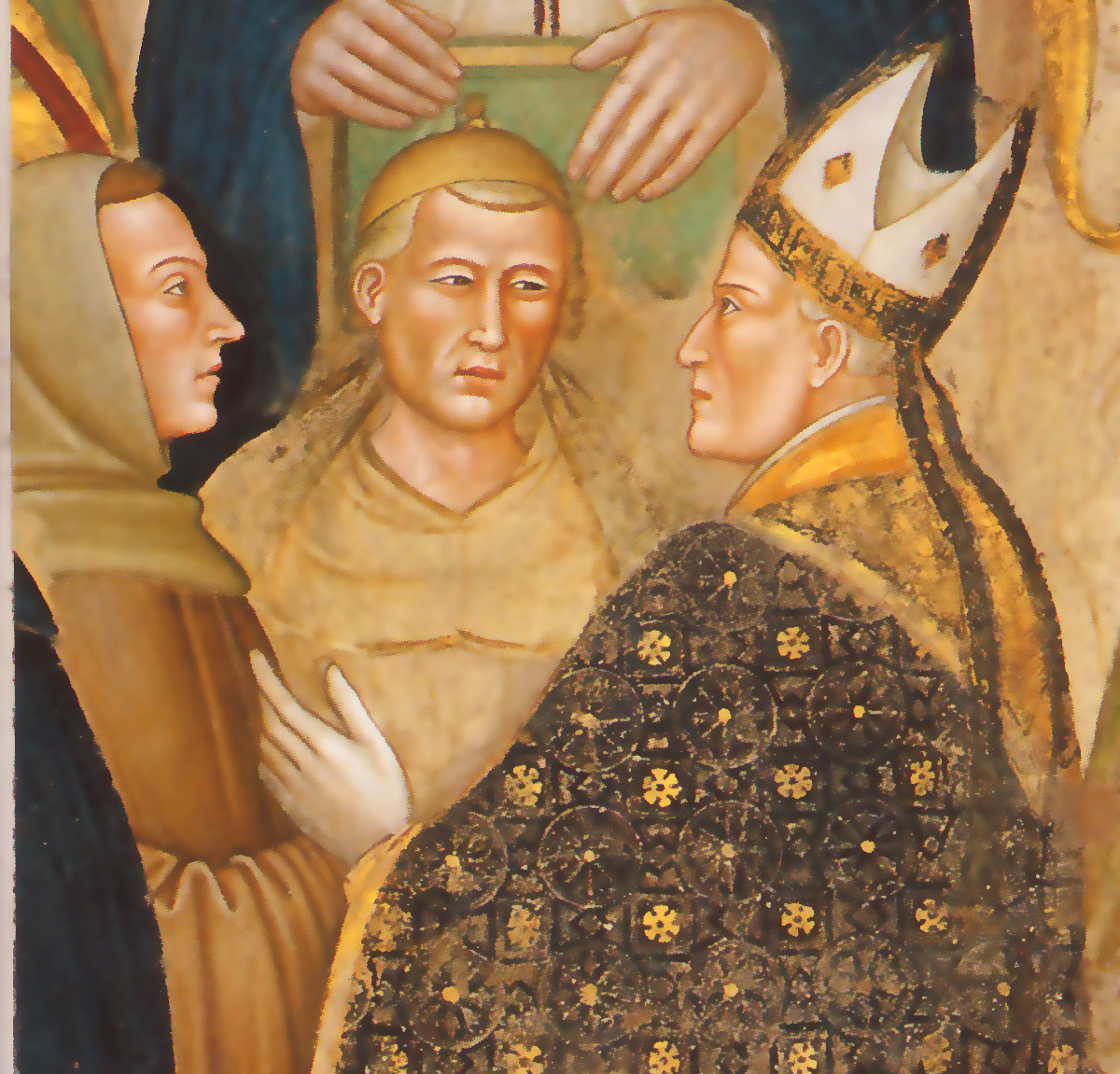
Simone Saltarelli, archevêque de Pise, admonestant Michel de Césène et Guillaume d'Occam.

En Avignon, une algarade entre Michel de Césène et le pontife déclenche une tempête. Le 9 avril 1327, Jean XXII se permet de traiter le général des franciscains de « tyran, fauteur d’hérésie et serpent réchauffé dans le sein de l’Église ». Assigné à résidence, Césène s’attend à être arrêté à tout moment. C’est alors que l’on apprend à la Cour pontificale que Louis de Bavière et ses troupes impériales sont entrés en Italie. Arrivé à Trente, il déclare que Jean XXII — qu’il n’appelle plus que le « prêtre Jean » ou « Jacques de Cahors » — est hérétique et indigne du trône de saint Pierre. Puis il quitte le Trentin le 15 mars pour rejoindre la Lombardie.
Le 27 mai, Michel de Césène et Guillaume d'Occam, accompagnés de François d’Ascoli, Bonagrazia de Bergame et Henri de Talheim, s’éclipsent d’Avignon. À Aigues-Mortes, ils sont rejoints par le cardinal Pierre d'Arrablay qui tente de les convaincre de retourner dans la cité papale. Sa mission échoue. Les cinq franciscains embarquent et passent par Pise au cours du mois de juin 1327. L’archevêque pisan, Simone Saltarelli, en informe aussitôt le siège apostolique d’Avignon. Le 11 octobre 1327, alors que Louis de Bavière entre dans Pise, Simone Saltarelli quitte la ville avec ses familiers et nombre de clercs. Il se réfugie à Sienne, puis à Massa Marittima le 7 janvier 1328, ensuite à Florence et, pour terminer, s'installe à Avignon auprès du pape.
Poussé par les franciscains, l'empereur excommunié, qui est attendu par les gibelins comme celui qui pourra s'opposer au légat du Pape, se rend rapidement impopulaire par de nombreux impairs. Le 31 mai 1327, à Milan, il reçoit la couronne des rois lombards des mains d'un évêque excommunié, car l'archevêque s'est absenté pour ne pas officier. Il fait arrêter Galeazzo Visconti, qui l'a pourtant reçu fastueusement mais manifeste trop d'esprit d'indépendance. L'empereur, se croyant tout permis, nomme trois évêques. Sa popularité s'effondre même chez les gibelins les plus convaincus : pour rentrer dans Pise, il doit assiéger la ville pendant un mois. Rome lui ouvre ses portes, plus pour se venger du transfert de la papauté à Avignon que par attrait pour l'empereur. Le légat Giovanni Orsini ayant ordonné à tout le clergé de quitter la ville, c'est Sciarra Colonna, un membre puissant de la noblesse romaine qui, en tant que représentant du peuple romain, couronne l'empereur, le 17 janvier 1328. En recourant à des laïcs pour sacraliser une fonction qui est en partie religieuse, Louis de Bavière perd tout son crédit. Le pape saisit l'occasion pour déclarer la déchéance de l'empereur le 3 avril 1328. Seule l'incapacité des électeurs à s'entendre empêche l'élection d'un nouvel empereur.

### … et font sacrer un antipape
Le 9 avril, l'empereur est rejoint à Rome par Michel de Césène et Guillaume d'Occam. Ils lui apportent leur soutien et il n’est pas négligeable, le général des franciscains justifiant sa présence par un axiome très occamiste : « Tout pape peut errer dans la foi ou dans les mœurs, mais l’Église prise dans son ensemble n’erre jamais ». Cela pousse Louis à surenchérir : le 14 avril, il déclare Jean XXII déposé pour hérésie. Michel de Césène et Guillaume d'Occam n’ont aucune peine à convaincre le Bavarois qu’il lui faut un nouveau souverain pontife à sa convenance. Souhaitant s'assurer le soutien des Romains, il édicte le 23 avril que le pape ne pourrait plus quitter Rome sans leur accord et qu'il ne devrait pas s'éloigner plus de 2 jours ! Mais aucun cardinal n'a abandonné le pontife et il se passe donc d'élection : il désigne le franciscain Pietro Rainalucci da Corbara sur proposition de Michel de Césène. Il fait valider cette désignation par acclamation par le peuple romain. L'antipape prend le nom de Nicolas V et est couronné à Saint-Pierre le 22 mai 1328. Le pontife n'étant reconnu par aucun évêque, il promeut seize clercs mais aucun n'est reconnu dans son diocèse : l'audience de Nicolas V se limite à des couvents franciscains. Louis de Bavière nomme alors Marsile de Padoue « Vicaire au spirituel » de Rome avant de s’en retourner à Pise annoncer qu’il repasserait sous peu le col du Brenner.
Dans cette affaire, Louis de Bavière s'est complètement discrédité : la chrétienté reste fidèle à Jean. Il sort de Rome sous les huées le 4 août 1328. Il s'établit à Pise après avoir ravagé le duché de Spolète. Nicolas V ne peut se maintenir à Rome et doit fuir et rejoindre l'empereur à Pise en janvier 1329, dérogeant ainsi à l'édit du 23 avril. Apprenant que les Visconti se rapprochaient du légat Bertrand du Poujet, Louis redoute de voir se fermer l'itinéraire d'un retour en Italie. Il quitte précipitamment Pise pour soutenir les gibelins de Lombardie, mais il trouve portes closes. Pendant ce temps, Bertrand du Pouget, renforcé par une armée florentine, exerce une répression féroce contre les gibelins. Louis de Bavière regagne la Germanie et la Ligue gibeline privée de chef et de raison d'être se dissout en 1330. Rassurées par leur prochain départ d’Italie, le 12 août, les cités de Florence et de Pise jugent opportun de signer la paix avec les Impériaux.
Nicolas V est isolé. Après maints périples, il se réfugie, le 11 avril 1329, chez le comte de Donoratico. Celui-ci obtient la vie sauve du franciscain au bout d’un an de transactions. L’antipape doit accepter de se soumettre et faire amende honorable. Livré à Jean XXII, il abdique le 25 août et abjure publiquement ses erreurs le 6 septembre. Selon l’expression des chroniqueurs de l’époque, « le pape le traite en ami et le garde en ennemi ». Il meurt consigné dans le palais pontifical le 16 octobre 1333.
Louis de Bavière très affaibli se met en quête d'une solution négociée. Mais les points de vue sont inconciliables et les négociations durent 7 ans sans aboutir : Louis veut bien reconnaître ses fautes, mais il refuse catégoriquement de faire dépendre l'exercice de son pouvoir de l'approbation du Saint-Siège ; or le Saint-Siège maintient cette exigence. Benoît XII, qui succède en 1334 à Jean XXII, est plus souple que son prédécesseur mais ne cède pas sur la question de l'approbation papale. Aux divergences de fond venaient s'ajouter les lenteurs d'une procédure canonique extrêmement complexe.

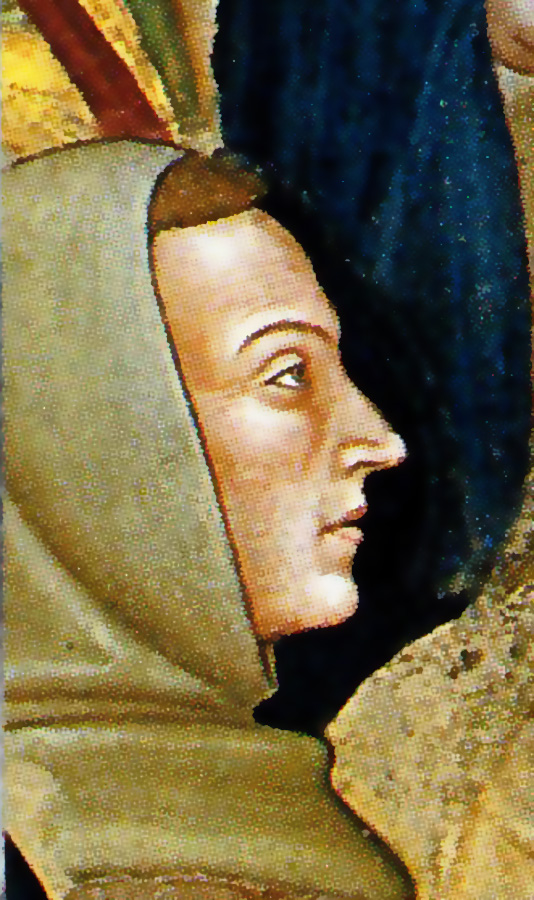
Michel de Césène, ministre général de l'ordre des franciscains.
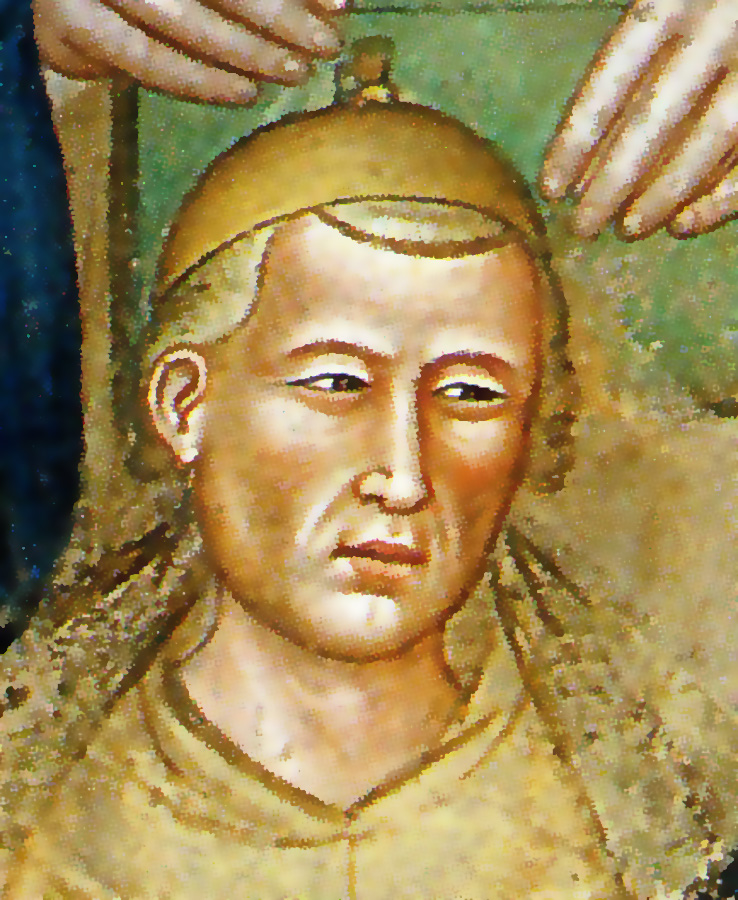
Guillaume d'Occam.
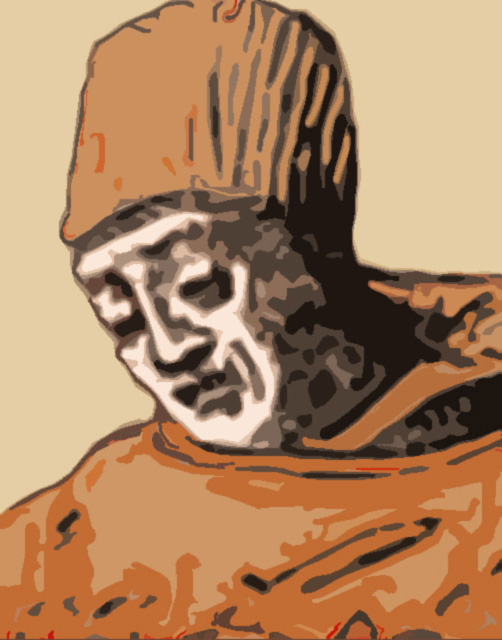
Marsile de Padoue en 1319.

### JeanXXIIet l’Espagne
La mort du roi Sanche de Majorque, le 4 septembre 1324, avait entraîné un conflit entre Jacques de Majorque, neveu du défunt mais âgé seulement de 10 ans, et Jacques II d'Aragon. Jean XXII intervint et fit accepter Philippe de Majorque comme tuteur du jeune roi. Les Perpignanais s’étant emparés du jeune roi, l’interdit fut jeté sur Perpignan. Un compromis fut trouvé, le 24 septembre 1325 : Jacques II d’Aragon renonçait à tous ses droits sur Majorque, et Jacques III de Majorque devait épouser la fille de l’infant Alphonse, grâce à une dispense pontificale. Jean XXII accorda cette dérogation après que le roi d’Aragon eut pacifié la ville de Perpignan et rendu le jeune roi de Majorque au régent Philippe. Jean XXII remportait ainsi un brillant succès politique.

## Le royaume de Naples
Le roi de Naples, Robert d'Anjou, comte de Provence, avait, depuis son second mariage avec Sancia de Majorque, écouté d'une oreille favorable les thèses des fraticelles. Parmi les ordres mendiants, Jean XXII avait fait son choix et aux franciscains, partisans de la pauvreté absolue de l'Église, il privilégia l’ordre des dominicains qui défendait la notion de pauvreté relative de l’Église.

### La canonisation de Thomas d’Aquin
À Avignon, durant le premier semestre 1323, on ne parla que de la canonisation de Thomas d'Aquin, théologien dominicain dont le procès commencé en 1318 s'était terminé en 1322.
Thomas d’Aquin étant issu de la famille des comtes d’Aquino, dans le royaume de Naples, cela servit de prétexte à Jean XXII pour inviter à cette cérémonie Robert d’Anjou, afin de tenter de le remettre dans le « droit chemin » de « la vérité ». Le comte-roi assista en personne au consistoire du 18 juillet 1323, au cours duquel le pape proclama la sainteté de la vie et des mœurs du futur « docteur angélique ».

### Les frères de la Pauvre Vie et les Angevins de Naples

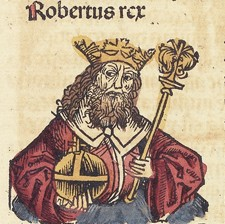
Robert d'Anjou, roi de Naples et comte de Provence.

Philippe de Majorque, beau-frère du roi Robert et « mystique étrange et révolutionnaire », juge judicieux, quant à lui, d’affronter vivement la papauté. Le 6 décembre 1329 (« jour saint Nicolas »), dans un violent prêche, il défend, contre Jean XXII, les béguins et ses frères de la Pauvre Vie, une branche des fraticelles ou « zelanti » en Italie. Grâce au couple royal, ce franciscain avait pris une place décisive dans la Cour angevine. C'est d’ailleurs à sa demande que Delphine de Sabran, amie et confidente de la reine Sancia, prononce, en 1331, ses vœux de pauvreté. Pour réaliser sa promesse, elle dut vendre les seigneuries et le patrimoine foncier que lui avait légués, en 1317, son défunt époux Elzéar, comte d'Ariano.
Sous la double influence de Philippe de Majorque et de la comtesse de Sabran, la Cour de Naples était devenue un repaire de franciscains intransigeants. Les chapelains royaux, Andrea de Galiano et Pietro de Cadeneto, soutenaient les thèses de Michel de Césène. Roberto de Mileto, autre éminence grise de la Cour, était un proche d’Angelo Clareto, tête pensante des fraticelles. La reine Sancia avait même accueilli deux évêques en rupture de ban, Giovanni de Bartholeo, relevé de son siège de Calvi, et Guillaume de La Scala, qui était devenu son confesseur.

### Divergences avec le roi Robert
Jean XXII souhaite profiter de l'affaiblissement de l'empereur pour prendre le contrôle de toute l'Italie.

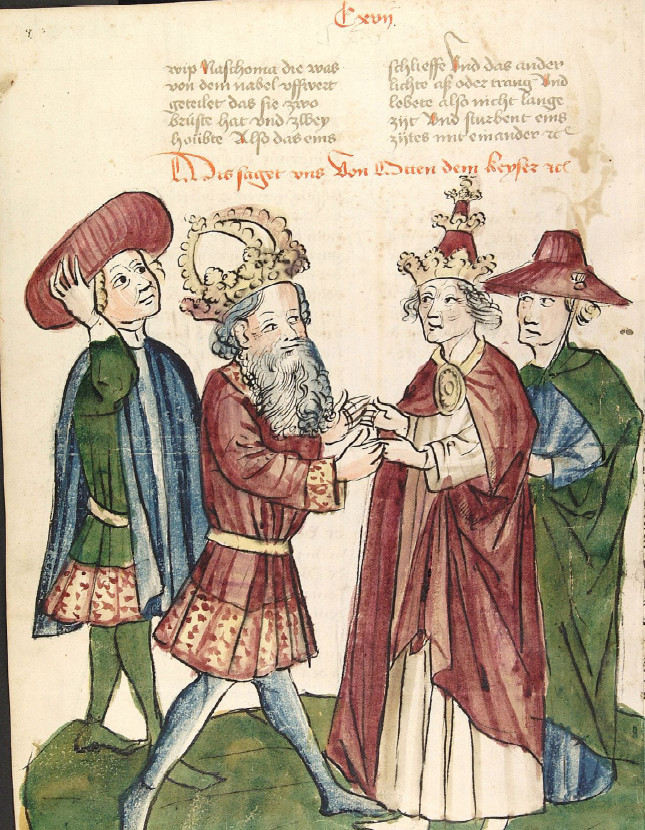
Les guelfes alliés du pape, les gibelins partisans de l'empereur.

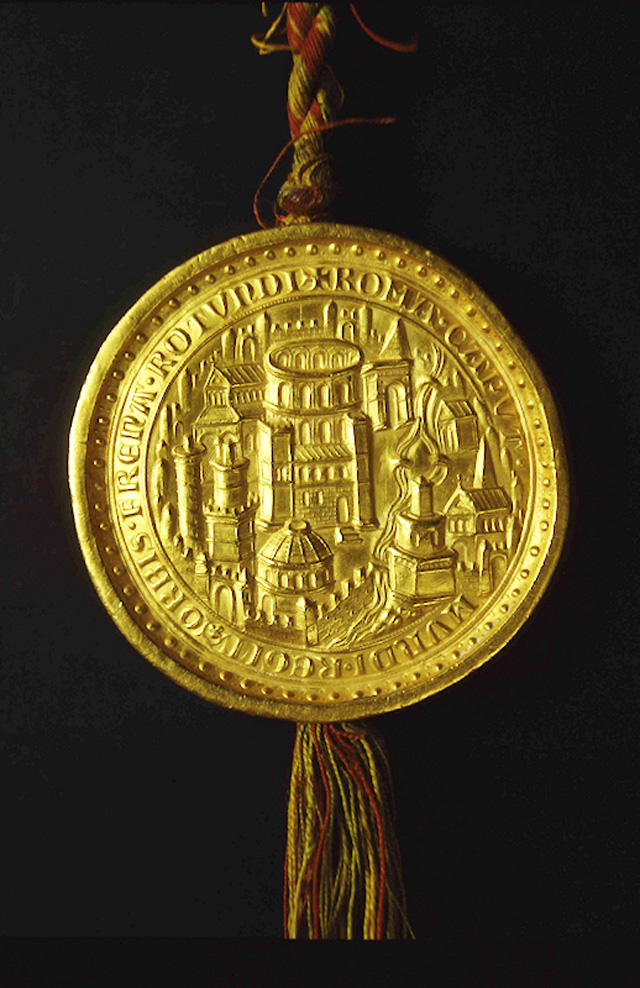
Bulle d'or impériale.

Jean de Luxembourg, dit « l'Aveugle », roi de Bohême et fils de Henri VII, qui avait été évincé de l'élection de Louis IV car trop jeune, a des vues sur la Lombardie. L’Italie du Nord est en proie à de nombreux conflits. La ville de Brescia est l’objet de l’un d’eux : cette ville guelfe, assiégée par les gibelins, fait appel à Jean l'Aveugle. Il répond en décembre 1330 et, les ayant libérés, s'impose comme maître des Brescians. Lancé contre les gibelins, il met la main en 1331 sur les villes gibelines de Bergame, Pavie, Verceil et Novare. Il continue son offensive et s'empare de villes aux confins des États pontificaux : Parme, Reggio et Modène. Il prend aussi Lucques, ce qui inquiète les Florentins. Des négociations s'engagent avec les autorités pontificales et, le 17 avril 1331, Jean de Luxembourg restitue Parme, Reggio et Modène, mais les récupère comme fiefs tenus du Saint-Siège. L'idée est de créer un royaume guelfe en Italie du Nord, subordonné à l'autorité pontificale de manière équivalente au royaume de Naples pour l'Italie du Sud. Cela permettrait aussi de limiter les possibilités pour Robert d'Anjou de soumettre la papauté à un véritable protectorat.
Par ailleurs, Jean de Bohême fréquente de longue date la cour de Philippe VI. Le roi de Bohême a besoin du soutien français dans les affaires lombardes et négocie à Fontainebleau un traité d'alliance, qui sera cimenté par le mariage d'une de ses filles avec le futur Jean II le Bon. Les clauses militaires du traité de Fontainebleau stipulent qu'en cas de guerre, le roi de Bohême se joindrait à l'armée du roi de France avec quatre cents hommes d'armes, si le conflit se déroulait en Champagne ou dans l'Amiénois ; avec trois cents hommes, si le théâtre des opérations était plus éloigné. Les clauses politiques prévoient que la Couronne lombarde ne serait pas contestée au roi de Bohême s'il parvenait à la conquérir ; et que s'il peut disposer du royaume d'Arles, celui-ci reviendrait à la France. Enfin, la ville de Lucques est cédée au roi de France. Mais le roi Robert, comte de Provence, ne peut qu’être hostile à ce projet soutenu par Jean XXII et les villes italiennes ont depuis longtemps goûté à leur indépendance : il n'est plus possible désormais de leur imposer la soumission à un royaume guelfe, comme c'est le cas en Italie du Sud. Guelfes et gibelins s'allient et créent une ligue à Ferrare, qui repousse les forces de Jean de Luxembourg et de Bertrand du Pouget. Brescia, Bergame, Modène et Pavie tombent à l'automne 1332. Jean de Luxembourg retourne en Bohême en 1333, et Bertrand du Pouget est chassé de Bologne par une insurrection en 1334.

## Fin du pontificat

### Controverse théologique sur la vision béatifique

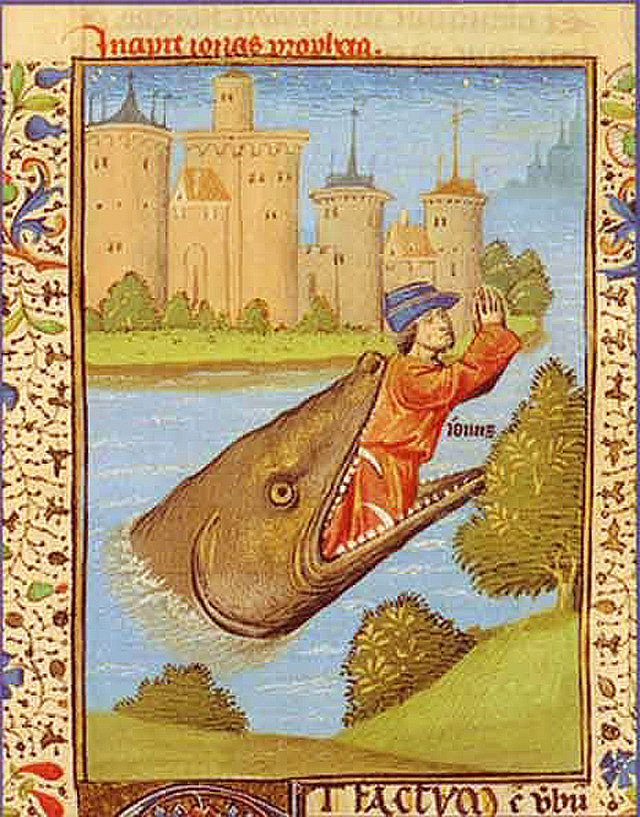
Bible de Jean XXII.

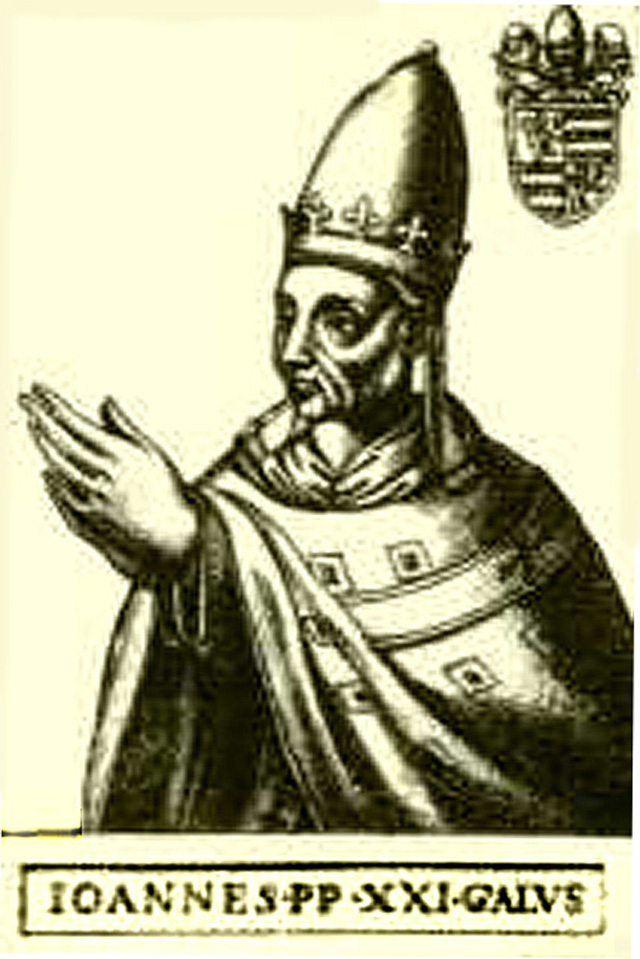
Jean XXII coiffé d'une tiare à une seule couronne.

Bien qu’il fût attentif à éviter les controverses, Jean XXII provoqua un grave différend qui eut un grand retentissement. Ce bourreau de travail et remarquable gestionnaire — il venait de restructurer efficacement les finances pontificales — aborda le sujet complexe de la vision béatifique. Dans un sermon à la Métropole Notre-Dame-des-Doms d'Avignon prononcé le 1er novembre 1331, commentant un texte de Bernard de Clairvaux, il affirma, contrairement à l’opinion générale des théologiens, que les âmes des justes ne contemplent pas Dieu avant la résurrection des corps et que c’est seulement après celle-ci qu’elles auront la contemplation de l’essence divine. Cette idée fut reprise dans deux autres sermons les 15 décembre 1331 et 5 janvier 1332. Dans ce prêche, Jean XXII conclut sa nouvelle orientation théologique en déclarant que les damnés n’iraient en enfer qu’après la résurrection des corps.
Il y eut une insurrection dans l’Église. Certains franciscains recommencèrent à dénigrer le pape. Mais leur général, Gérard Odon, défend les thèses pontificales et prononce le 19 décembre 1333 à Notre-Dame de Paris un sermon reprenant les propos du pape.
En revanche les partisans de Louis de Bavière s’empressèrent de qualifier Jean XXII d’hérétique. Napoléon Orsini, le cardinal au train de vie le plus opulent du Sacré Collège et qui avait été à l’origine de son élection, lâcha le pape et se rapprocha de ses ennemis les spirituels. On parla de destitution. Philippe de Majorque fut même pressenti pour lui succéder. Ce frère de la Pauvre Vie, était le candidat du cardinal Orsini qui œuvra ouvertement pour un concile déposant le « pape hérétique ». Le pape est alors appelé par dérision Jacques de Cahors. Une assemblée de prélats et de théologiens réunie le 19 décembre 1333, et présidée par le dominicain Pierre La Palud, se prononce contre la doctrine pontificale. La Sorbonne ne manque pas de faire part au roi de France de ses inquiétudes… L’archevêque Pierre Roger est immédiatement mandé à Avignon, où il arrive à la fin du mois de février 1332, et fait un prêche devant le pape, sans le sermonner.
Le sagace sermon avignonnais de Pierre Roger avait tant charmé Jean XXII qu’il le désigne pour prêcher, à Paris, le sainct voyage d’Oultre Mer, une croisade qui n’eut jamais lieu. Et, gravement malade, le pape se rétracte le 3 décembre 1334. En fait, le pape déclara ce 3 décembre 1334 : « Nous déclarons comme suit la pensée qui est et qui était la nôtre. […] Nous croyons que les âmes purifiées séparées des corps sont rassemblées au ciel […] et que, suivant la loi commune, elles voient Dieu et l'essence divine face à face » (Jean XXII : bulle Ne super his du 3 décembre 1334, rédigée peu avant sa mort). L'expression « qui est et qui était » prouve qu'il a cru cela durant toute sa vie.
Jean XXII affirme également : « Nous croyons que les âmes purifiées séparées des corps […] voient Dieu et l'essence divine face à face […]. Mais si de façon quelconque sur cette matière autre chose avait été dit par nous, […] nous affirmons l'avoir dit ainsi en citant, en rapportant, mais nullement en déterminant ni même en y adhérant » (recitando dicta sacræ scripturæ et sanctorum et conferendo, et non determinando, nec etiam tenendo) (Jean XXII : bulle Ne super his du 3 décembre 1334).

### La dernière initiative pontificale
Les nouvelles venues des plats pays du Nord étaient peu rassurantes. Le duc Jean III de Brabant était en butte aux menaces de guerre de ses voisins depuis qu’il avait accueilli Robert d’Artois, le beau-frère félon du roi de France. Le 1er mars 1334, l’affaire parut assez sérieuse à Avignon pour que le pape envoie en légation Hugues Aimeric, évêque du Tricastin, et Jean Artaud, évêque de Marseille. Ils partirent quatre jours plus tard porteurs de missives pour le duc de Brabant, les échevins de Malines et Louis de Nevers, comte de Flandre.

### Décès

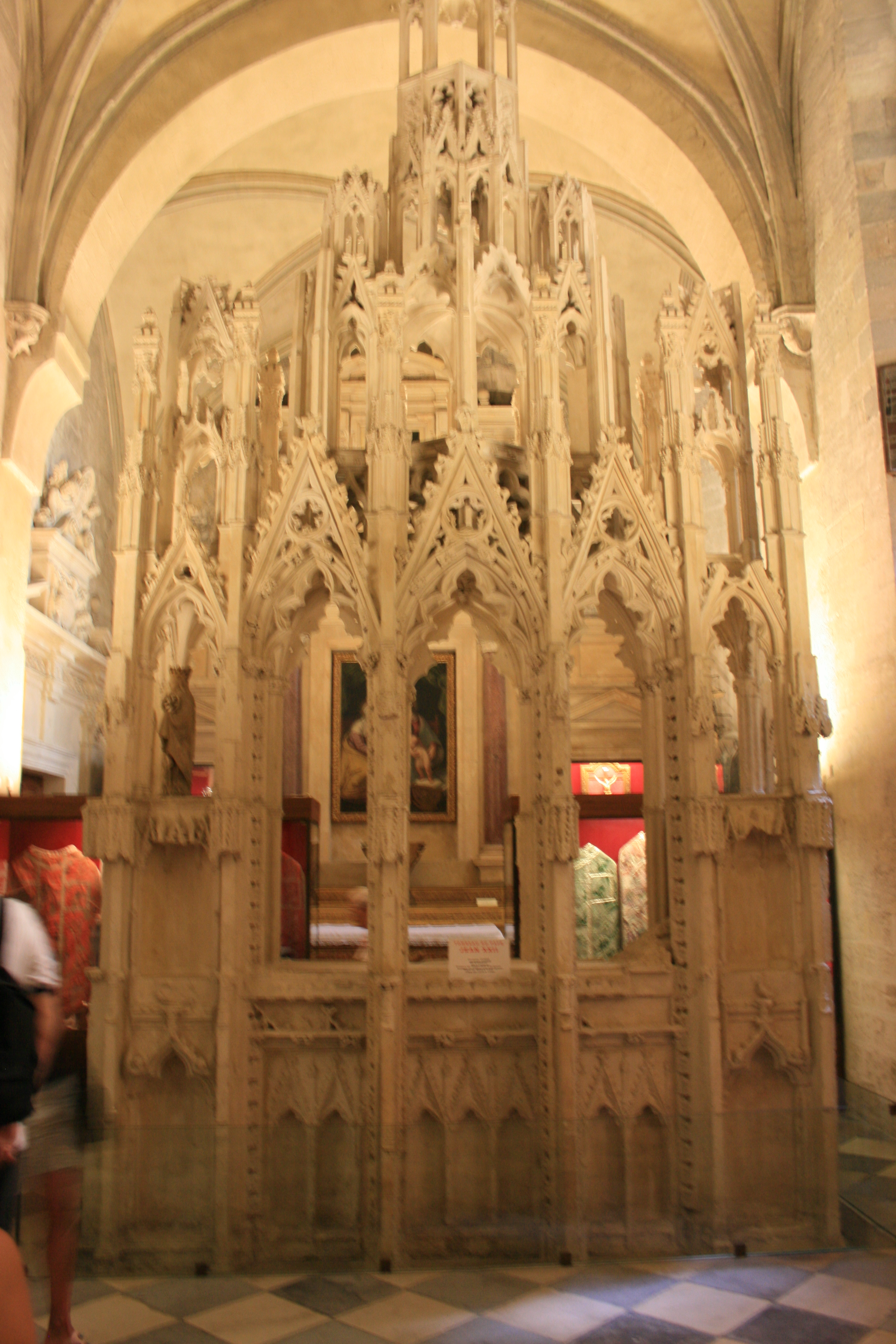
Tombeau de Jean XXII, dans la salle au trésor de Notre-Dame des Doms, que fit agrandir et embellir ce pape.

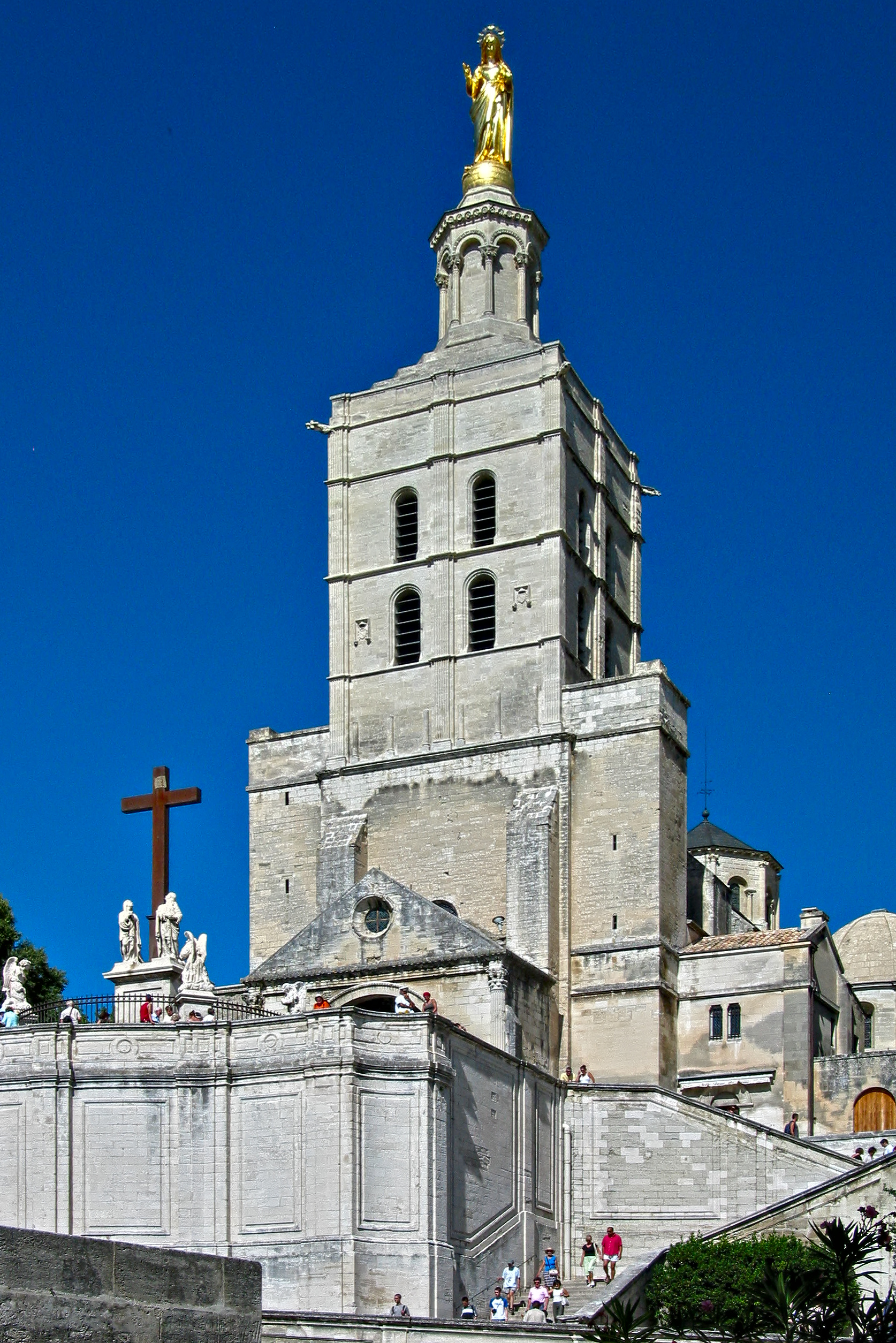
Notre-Dame des Doms.

Le 4 décembre 1334, à l'aube, après dix-huit ans de pontificat, le pape Jean XXII meurt à l'âge de 90 ans.
Jean XXII a été avant tout le grand organisateur de l'administration pontificale et de la structuration du fonctionnement ordinaire de l'Église. Il a étendu la réserve des collations, mis en place une fiscalité sur les bénéfices, créé les rouages d'un gouvernement central. Il se montra un excellent gestionnaire et laissa une trésorerie importante à son successeur.
Jean XXII, qui avait fait agrandir l’église Notre-Dame des Doms et restaurer les portails, désira que sa dépouille y eût sa sépulture. Son neveu, Jacques de Via, décédé en 1317, s’était déjà fait enterrer dans une chapelle de cette église. Le tombeau de Jean XXII est un magnifique monument qui servit de modèle à ses successeurs. Il s’agit d’un tombeau à dais en pierre fine de Pernes avec de multiples clochetons. Le monument, attribué au sculpteur anglais Hugues Wilfred, a été mutilé à la Révolution et mal restauré. Toutes les statuettes qui garnissaient les niches ont disparu, sauf deux qui se trouvent au musée du Petit Palais. La statue du pape, brisée, a été remplacée par celle d’un évêque.

## Bulles
Les bulles de Jean XXII sont contenues dans 70 volumes manuscrits.

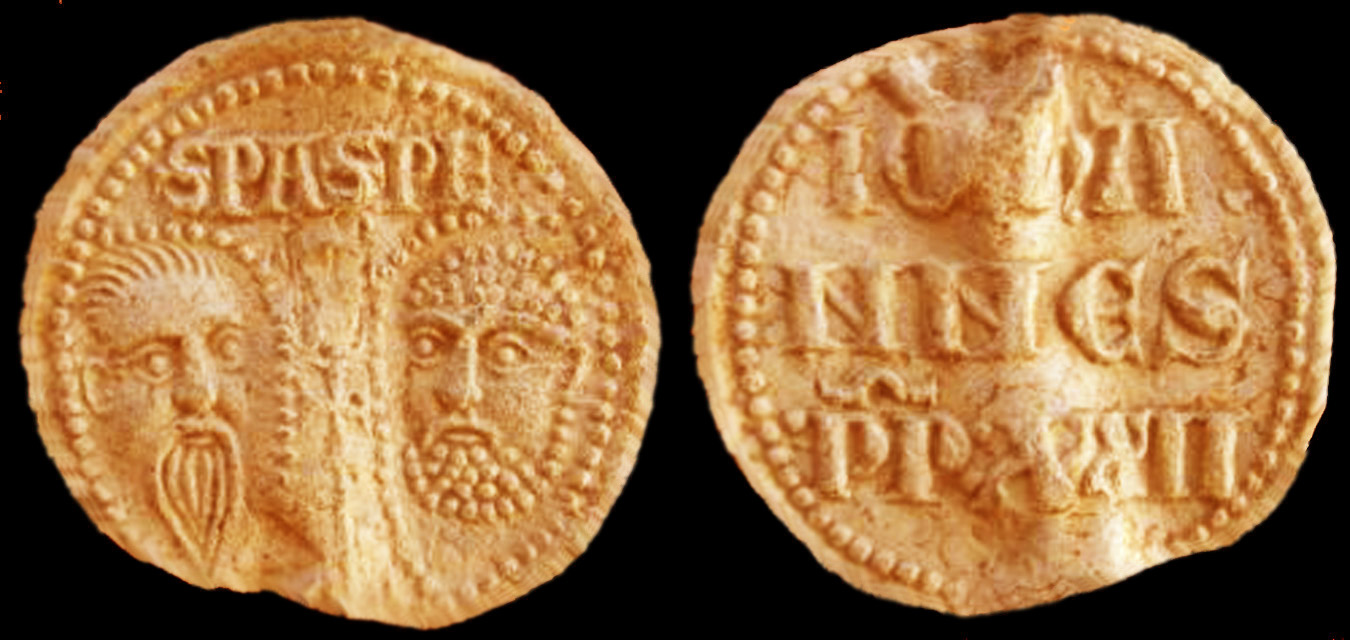
Sceau d'une bulle pontificale de Jean XXII.

- 1317 : le 18 février, érige l'abbaye Saint-Pons de Thomières en évêché, où l'évêque Pierre Roger est également abbé.
- 1317 : canonisation de saint Louis de Toulouse.
- 1317 : le 13 juin, reconnaissant l'ordre de Montesa, affilié à Cîteaux, réunissant dans le royaume de Valence, dépendant du roi d'Aragon, les biens de L'Hospital et du Temple.
- 1317 : le 7 octobre, Sancta Romana, désignant les spirituels franciscains, apostoliques, bégards, et tenants du Libre Esprit, dits fraticelles, imposant la hiérarchie des trois vertus monastiques : l'obéissance, la chasteté et la pauvreté.
- 1317 : Spondent quas non exhibent, condamnant les alchimistes à des amendes, déclarant infâmes les laïcs s'adonnant à l'art hermétique, et dégradant les religieux le pratiquant.
- 1318 : création du diocèse de Sarlat et nomination de son premier évêque Raymond d'Apremont de Roquecorne, un religieux bénédictin de l'abbaye de la Chaise-Dieu.
- 1318 : élargissant les pouvoirs donnés aux inquisiteurs pour intenter des procès aux sorciers.
- 1318 : reconnaissant Cambridge comme université.
- 1318 : 1er mars, fixation des limites du diocèse de Saint-Pons-de-Thomières.
- 1319 : le 15 mars, reconnaissant les chevaliers du Christ (ordre du Christ).
- 1319 : le 27 octobre, ordonnant la sécularisation de l'église de Saint-Malo[37].
- 1320 : le 12 avril, Bulle de dismembration, autorisant son neveu, Arnaud de Trian, à quitter Pernes pour Carpentras, nouvelle capitale du Comtat Venaissin, plaçant la seigneurie de Carpentras sous son autorité et sa juridiction temporelle[38].
- 1320 : ordonnant de dépouiller de l'habit religieux le frère Bernard Délicieux.
- 1322 : remettant en cause le principe de la pauvreté du Christ et des apôtres.
- 1322 : le 8 décembre, Ad conditionem canonum.
- 1323 : le 12 novembre, Cum inter nonnulos condamnant la doctrine de la pauvreté du Christ et des apôtres.
- 1323 ou 1324 : Docta Sanctorum Patrum sur le chant liturgique.
- 1325 : le 21 novembre bulle des provisions de Raymond d'Apremont de Roquecorne, nommé évêque au diocèse de Saint-Pons-de-Thomières.
- 1326 : chargeant l'abbé de l'abbaye Saint-Martin de Nevers d'excommunier Bernard Marchand, officier de justice séculière à Autun, coupable d'avoir emprisonné un moine[39].
- 1326 : Super illius specula, assimilant pratiquement la sorcellerie à l'hérésie[17],[40].
- 1329 : le 14 février, instituant le collège de Gaillac, dans l'actuel Tarn.
- 1329 : le 27 mars, In agro dominico (de) condamnant à titre posthume 28 propositions de Maître Eckhart.
- 1331 : sur la vision béatifique.
- 1334 : séparant l'Italie de l'empire d'Allemagne[n 29].
- 1334 : Ne super his (supra).

## JeanXXIIet l'alchimie

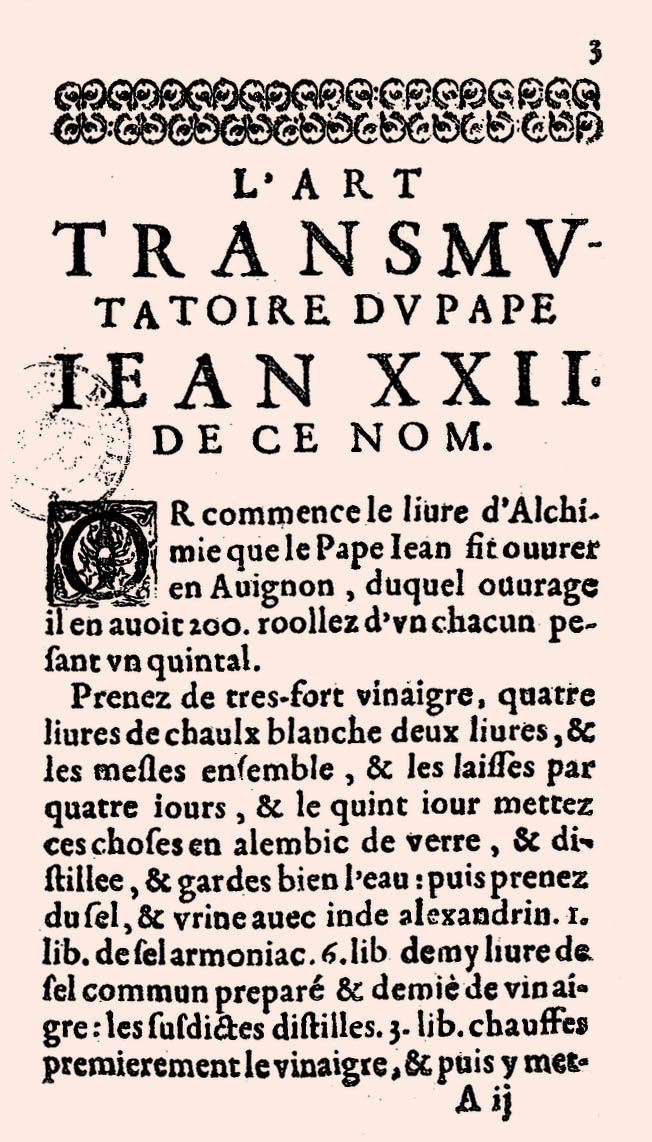
Première page de l'Art transmutatoire de Jean XXII.

La situation de Jean XXII par rapport à l'alchimie est paradoxale. D'un côté, il a promulgué la décrétale Spondent quas non exhibent (1317) contre les alchimistes.

« Ils promettent des richesses qu'ils ne produisent pas, les pauvres alchimistes, et, en même temps, eux qui s'estiment sages, tombent dans la fosse qu'ils ont creusée. Car, sans aucun doute, les maîtres de cet art d'alchimie se leurrent les uns les autres… Ces mêmes hommes dissimulent par des paroles leur imposture, jusqu'à feindre enfin, dans une transmutation truquée, l'or et l'argent véritables que la nature interdit d'être. Parfois leur témérité va jusqu'à frapper les caractères de la monnaie publique sur du métal honnête devant des yeux honnêtes, et par ce seul moyen ils dupent le peuple ignorant du feu alchimique. (…) Nous décidons par cette constitution édictale que quiconque aura fait de l'or ou de l'argent de cette manière… qu'il soit contraint de payer au Trésor public, pour distribuer aux pauvres, à titre de peine, une quantité d'or ou d'argent égale à celle de l'or alchimique. »

D'un autre côté, deux traités d'alchimie sont attribués à Jean XXII : L’élixir des philosophes et L'art transmutatoire,. Ceci rejoint le visage paradoxal de ce pape vis-à-vis de la figure du démon. Il est à la fois indéniable qu'il était persuadé plus que ses prédécesseurs de l'action diabolique dans le monde, et a engagé à ce titre de nombreuses enquêtes, mais en même temps, la postérité, pour des raisons très difficiles à cerner, s'est complue à le décrire sous des traits sataniques, et à lui prêter des écrits, des actions en accord avec ce portrait inventé et sulfureux.

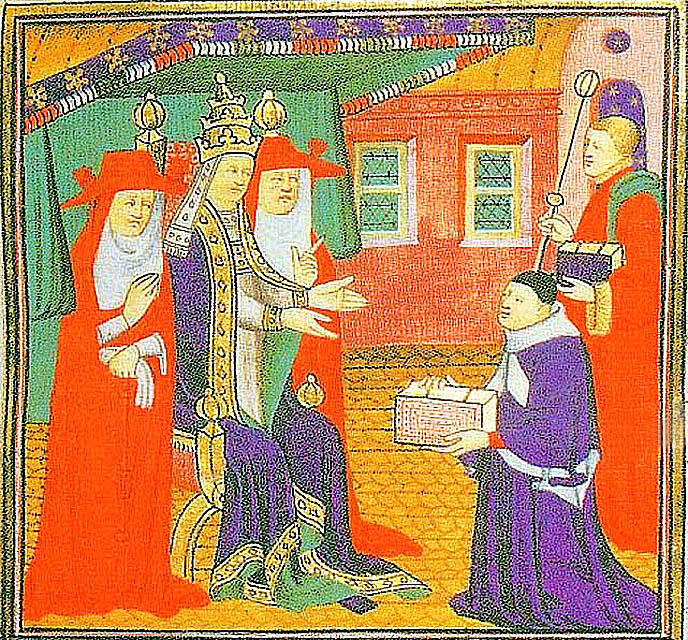
Jean d'Andreas présentant son Commentaire sur les décrétales à Jean XXII.
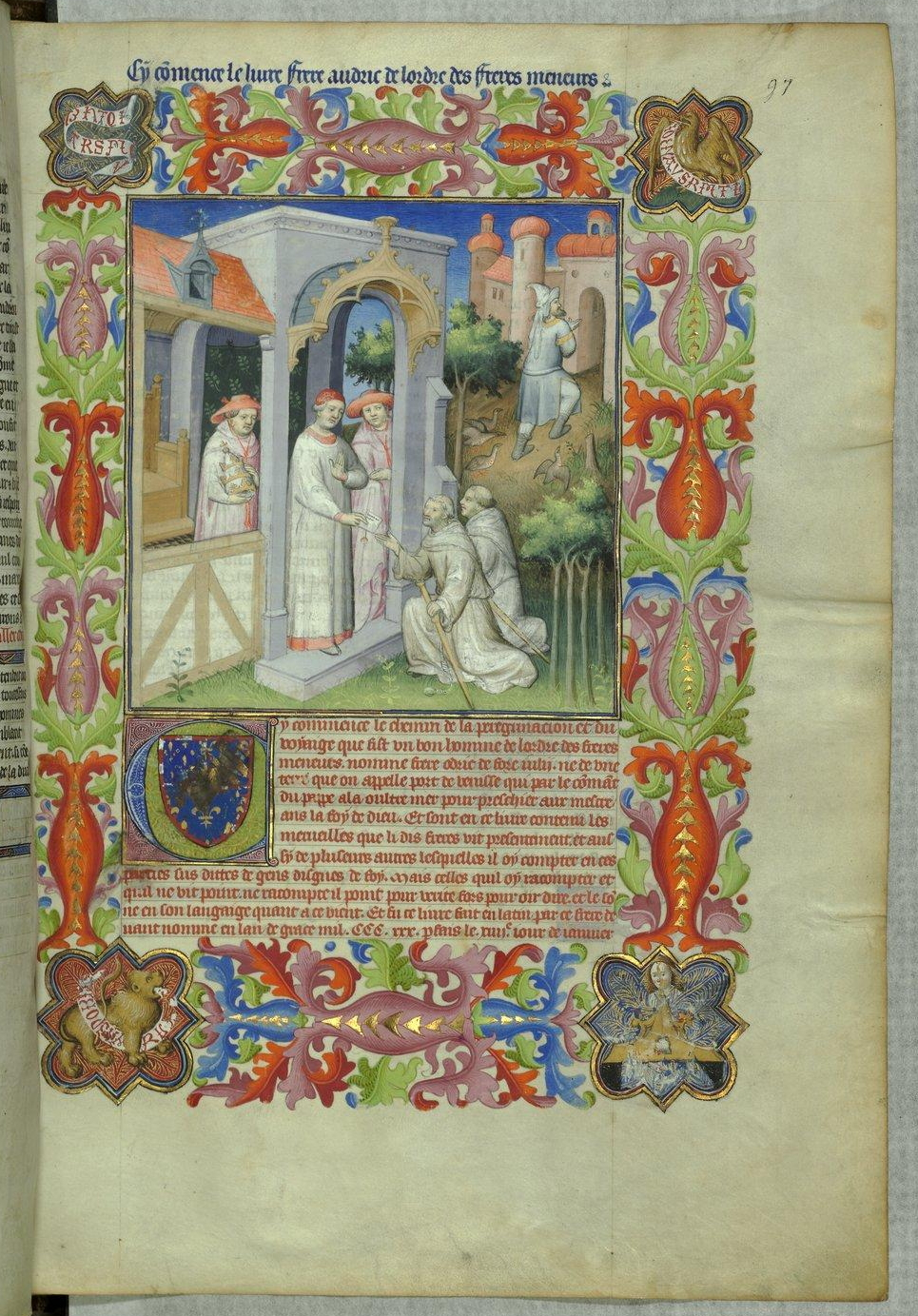
Jean XXII recevant Odoric de Pordenone.
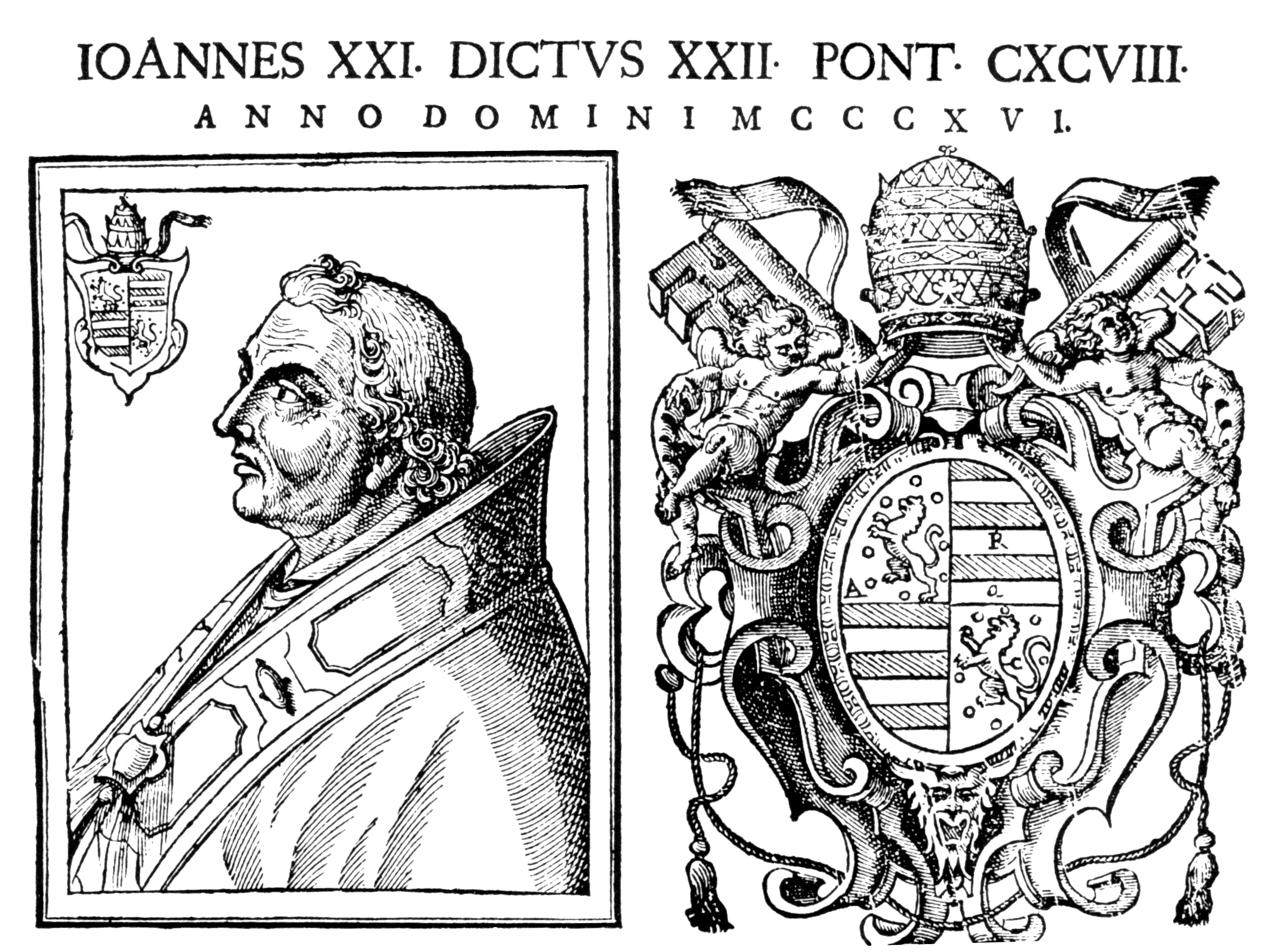
Jean XXII, gravure du XVIIe siècle.
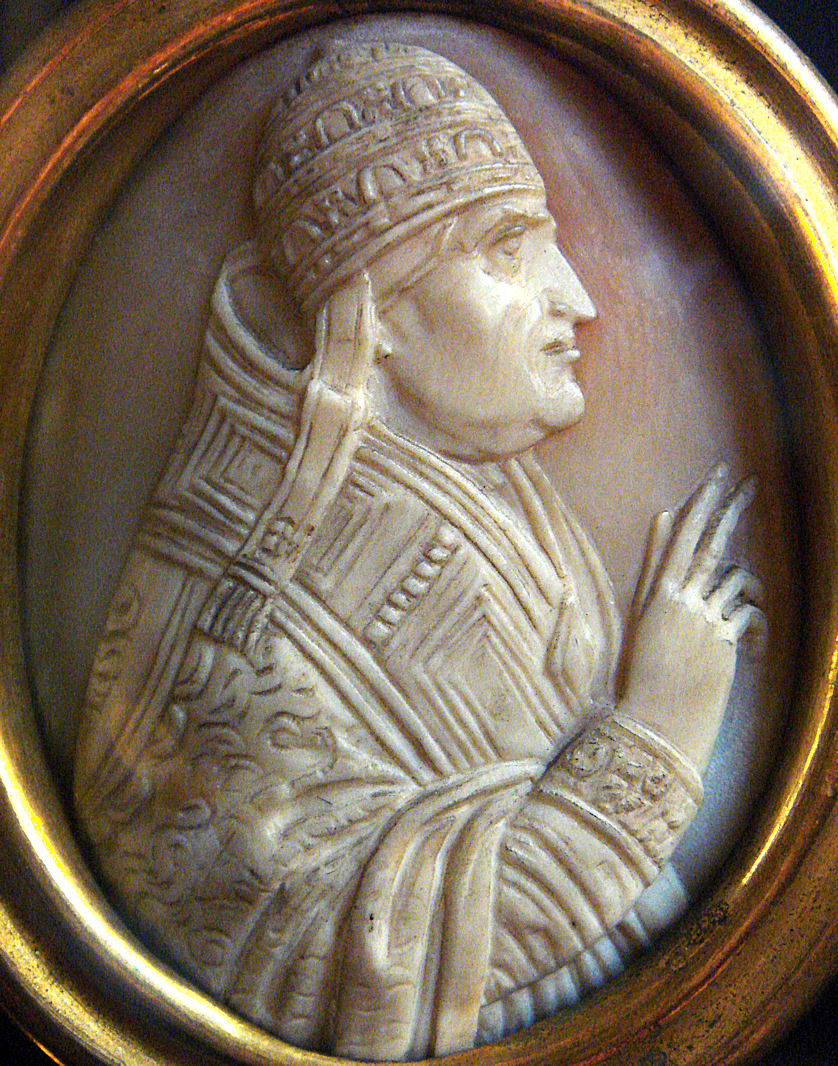
Camée de Jean XXII à Notre-Dame de Paris.
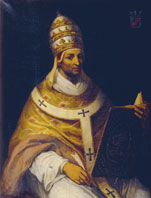
Portrait de Jean XXII (XIXe siècle).

## Dans la fiction

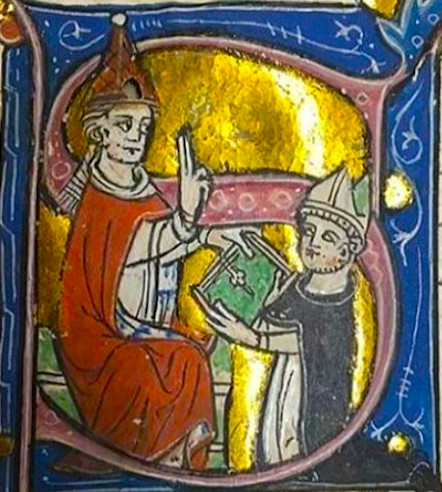
Jean XXII bénissant le grand inquisiteur Bernard Gui.

La figure du cardinal Duèze, devenu pape sous le nom de Jean XXII, a été popularisée par le feuilleton télévisé Les Rois maudits, adaptation de la série romanesque éponyme de Maurice Druon : son personnage, apparaissant dans plusieurs épisodes, y est interprété par Henri Virlogeux (puis par Claude Rich dans la version de 2005).
Une série télévisée en huit épisodes, diffusée sur France 2 en 2007, La Prophétie d'Avignon, avec Louise Monot, se réfère au pontificat de Jean XXII.
Un roman, Habemus Papam de Robert Azaïs, relate l'histoire du conclave menant à l'élection de Jean XXII.
L'ouvrage Le Nom de la rose d'Umberto Eco a pour cadre général les querelles théologiques entre les franciscains et la Papauté à propos de la pauvreté du Christ et, par extension, de l’Église. C'est la raison première de la présence du frère franciscain Guillaume de Baskerville dans le monastère d'Italie du Nord où se noue l'intrigue : il fait partie de la délégation franciscaine chargée de résoudre la querelle avec les envoyés du Pape. Jean XXII est décrit dans le roman comme un individu retors et cupide; il apparaît en filigrane dans l'adaptation cinématographique, son nom étant par exemple cité par le grand inquisiteur dominicain Bernard Gui.
On trouve également une référence au pape Jean XXII dans un tableau du XVe siècle, le Retable de Boulbon, conservé au musée du Louvre ; Jean XXII est évoqué par son blason.

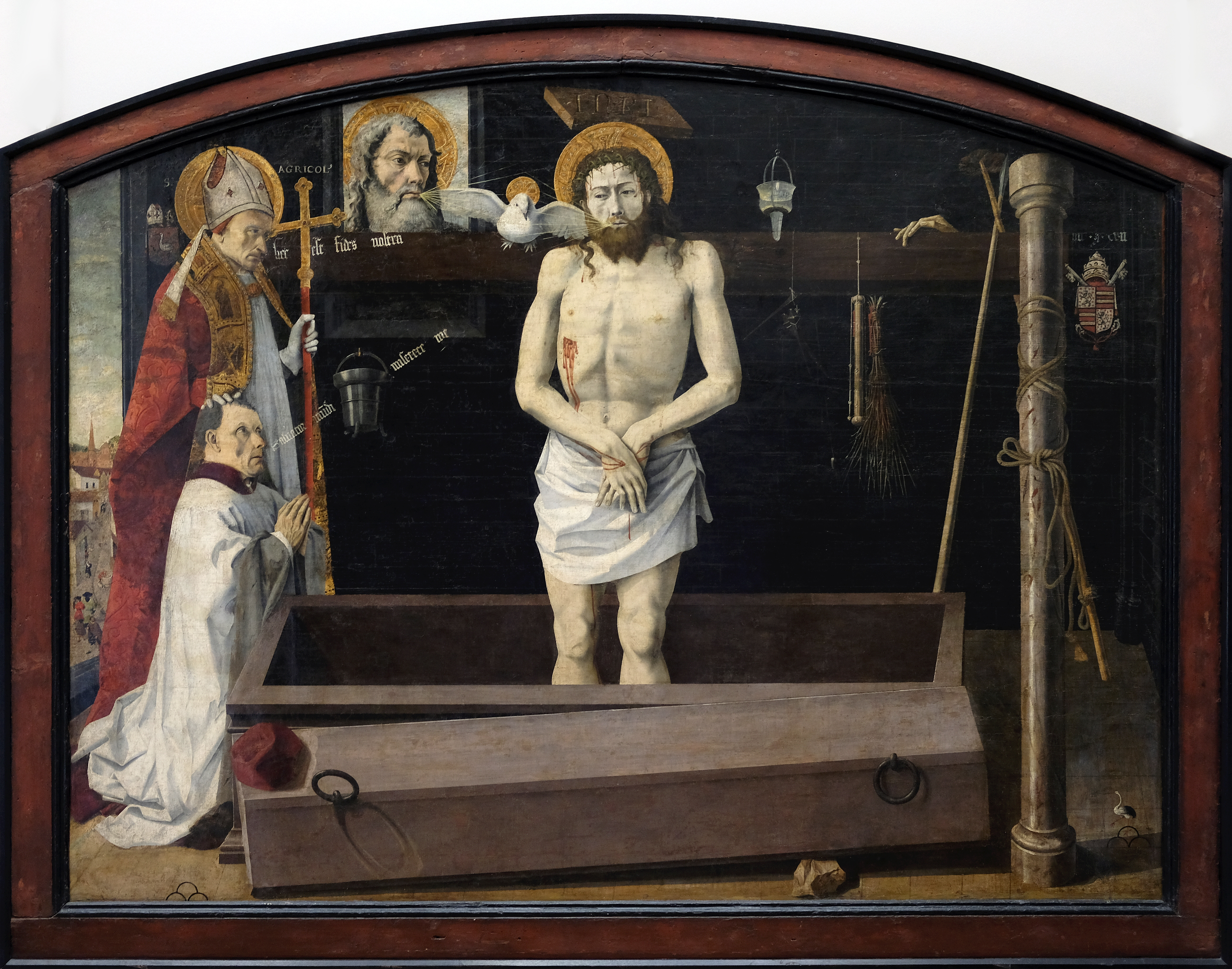
Retable de Boulbon.
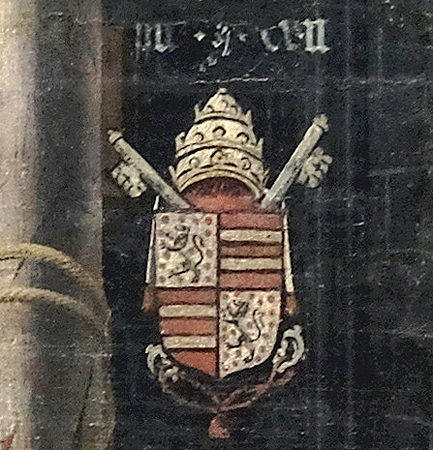
Les armes du pape Jean XXII.